# Wolseley Motors
Wolseley Motors Limited fue una compañía fabricante de vehículos motorizados británica, fundada a principios de 1901 como parte de la empresa armamentística Vickers por iniciativa de Herbert Austin. Inicialmente produjo una gama completa coronada por grandes automóviles de lujo, dominando el mercado del Reino Unido en la era eduardiana. Tras el fallecimiento de los hermanos Vickers y pese a ello, Wolseley se expandió rápidamente después de la Primera Guerra Mundial, fabricando 12.000 automóviles en 1921, y siguió siendo el mayor fabricante de motores en Gran Bretaña.
Una expansión excesiva llevó a la compañía a la quiebra, quedando sometida a un proceso de administración judicial en 1927. Comprada a Vickers Limited por William Morris como una inversión personal, años más tarde pasó a formar parte del conglomerado de Morris Motors, justo antes de la Segunda Guerra Mundial. A partir de entonces, sus productos se convirtieron simplemente en automóviles Morris comercializados con la marca Wolseley. La marca, con sus negocios hermanos, se traspasó sucesivamente a British Motor Corporation, British Motor Holdings y British Leyland, donde su nombre dejó de usarse en 1975.

## Fundación 1901

### Compañía Fabricante de Herramientas y Automóviles
Hiram Stevens Maxim, inventor de la ametralladora que lleva su nombre, poseía parte del conglomerado industrial armamentístico Vickers Sons & Maxim. A finales de la década de 1890, había consultado varias veces a Herbert Austin, por entonces en la Compañía Wolseley de Máquinas Esquiladoras, sobre el diseño de las máquinas voladoras que estaba desarrollando y construyendo. Maxim hizo uso de una serie de sugerencias formuladas por Austin acerca de las actividades en sus talleres en Crayford, Kent.
Una vez que el consejo de administración del negocio de fabricación de máquinas esquiladoras de ovejas había decidido que la empresa no estaba interesada en seguir construyendo automóviles, se realizó un acercamiento con Vickers y Maxim, y se llegó rápidamente a un acuerdo propiciado por Austin, deseoso de continuar con la fabricación de coches que ya no interesaba a Wolseley.
La Compañía Wolseley de Herramientas y Automóviles de Adderley Park, Birmingham, se constituyó en marzo de 1901 con un capital de 40.000 libras esterlinas (aportadas por parte del grupo Vickers y Maxim), con el propósito de fabricar automóviles y máquinas herramienta. Se nombró director general a Herbert Austin, que entonces contaba con 33 años de edad.
El nombre dado a la nueva compañía, "Wolseley", procedía de la tentativa de empresa dedicada a fabricar automóviles organizada por Herbert Austin a principios de la década de 1890 para la Compañía Wolseley de Máquinas Esquiladoras. La junta de Wolseley había decidido no entrar en el negocio, y Maxim y los hermanos Vickers se hicieron cargo de la totalidad del capital. Después de que terminara su contrato de cinco años con The Wolseley Tool y Motor Car Company, Austin fundó su propia empresa, la Austin Motor Company.

#### Coches Wolseley de Herbert Austin

10hp 2-cilindros tonneau (1903)

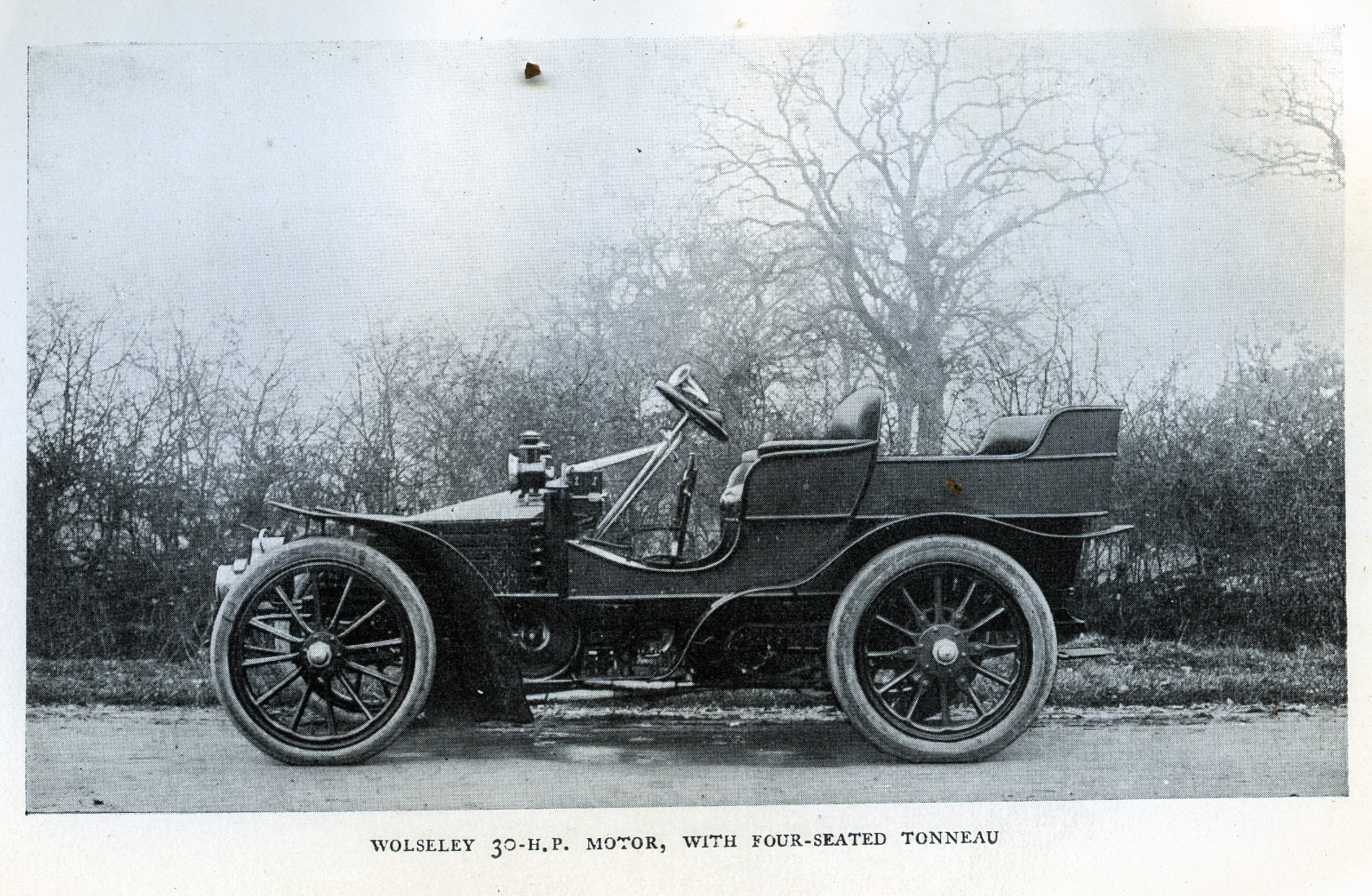
20hp shooting brake (1903)

Austin había estado buscando otros productos para la Compañía Wolseley de Máquinas Esquiladoras, porque la venta de maquinaria de esquilar ovejas era un comercio altamente estacional. Alrededor de 1895–96 se interesó por los motores y los automóviles. Durante aquel invierno, trabajando en su tiempo libre por las noches y los fines de semana, fabricó su propia versión de un diseño de Léon Bollée que había visto en París. Poco después de verlo, había descubierto que otro grupo británico había comprado los derechos, por lo que decidió elaborar un diseño propio, habiendo persuadido a los directores de Wolseley para que invirtieran en la maquinaria necesaria.
En 1897, el segundo automóvil de Austin en Wolseley, se presentó como el Autocar No. 1 de Wolseley. Era un diseño de tres ruedas (una delantera y dos traseras) con suspensión independiente, motor central y asientos espalda con espalda para dos pasajeros. No tuvo éxito, y aunque se anunció su venta, no se vendió ninguno. Su tercer automóvil, el Wolseley "Voiturette" de cuatro ruedas, apareció en 1899. Otro automóvil de cuatro ruedas se fabricó en 1900. El Wolseley Gasoline Carriage de 1901 ya tenía un volante en lugar de un timón. Los primeros automóviles de Wolseley vendidos al público se basaron en el "Voiturette", pero la producción no comenzó hasta 1901, momento en el que el consejo de Wolseley había perdido el interés por la incipiente industria del motor.
Thomas y Albert Vickers, directores de Vickers & Maxim, el mayor fabricante de armamento en Gran Bretaña, habían decidido mucho antes entrar en la industria del motor en el momento adecuado, e impresionados por los logros de Austin en Wolseley, decidieron asumir el negocio que había organizado. Cuando el contrato de cinco años de Austin finalizó oficialmente en 1906, se habían fabricado más de 1500 coches, Wolseley era el mayor fabricante británico de motores y Herbert Austin había consolidado su gran reputación.
La compañía se fundó en marzo de 1901. El 1 de mayo de 1901, Austin publicó su primer catálogo. Debía haber dos modelos, 5 hp y 10 hp. Ambos estaban disponibles con una carrocería Tonneau o Phaeton, con neumáticos macizos o con cámara. Por un desembolso adicional de treinta chelines (1.50 libras), el modelo de 10 hp estaba equipado con un resorte para evitar que se desplazase hacia atrás. "Recomendamos llantas neumáticas para todos los automóviles dispuestos a circular a más de veinte millas por hora". Austin incorporó además un párrafo sobre por qué "sus motores horizontales estaban mejor lubricados (que los motores verticales) y que 750 rpm, la velocidad de sus motores Wolseley, evitaban la corta vida de los motores de la competencia, que funcionaban entre 1000 y 2000 rpm".
La asociación con Vickers no solo contribuyó a mejorar el diseño general de los coches, sino que también se hizo notar en el volumen de producción y en el suministro de aceros especiales.
Gama Wolseley desde 1901 hasta 1905:
- 5 hp,[5] 6 hp[5] desde 1904
- 7½ hp; 8 hp desde 1904
- 10 hp, 12 hp desde 1904
- 16 hp desde 1904
- 20 hp, 24 hp desde 1904

8hp 2-cilindros tonneau (1904)

Los motores eran del tipo bóxer horizontal, con la ventaja de que ayudaban a reducir la altura del centro de gravedad del vehículo. Los cilindros se moldeaban individualmente y se montaban individualmente, en un par o en dos pares opuestos horizontalmente. El movimiento del cigüeñal se transmitía al eje trasero mediante una correa simple o una cadena.
En 1904, Alejandra de Dinamarca compró un landaulette de 24,2 litros y 24 hp con encendido por bobina, una caja de cambios de cuatro velocidades y una cadena de transmisión.

#### Siddeley

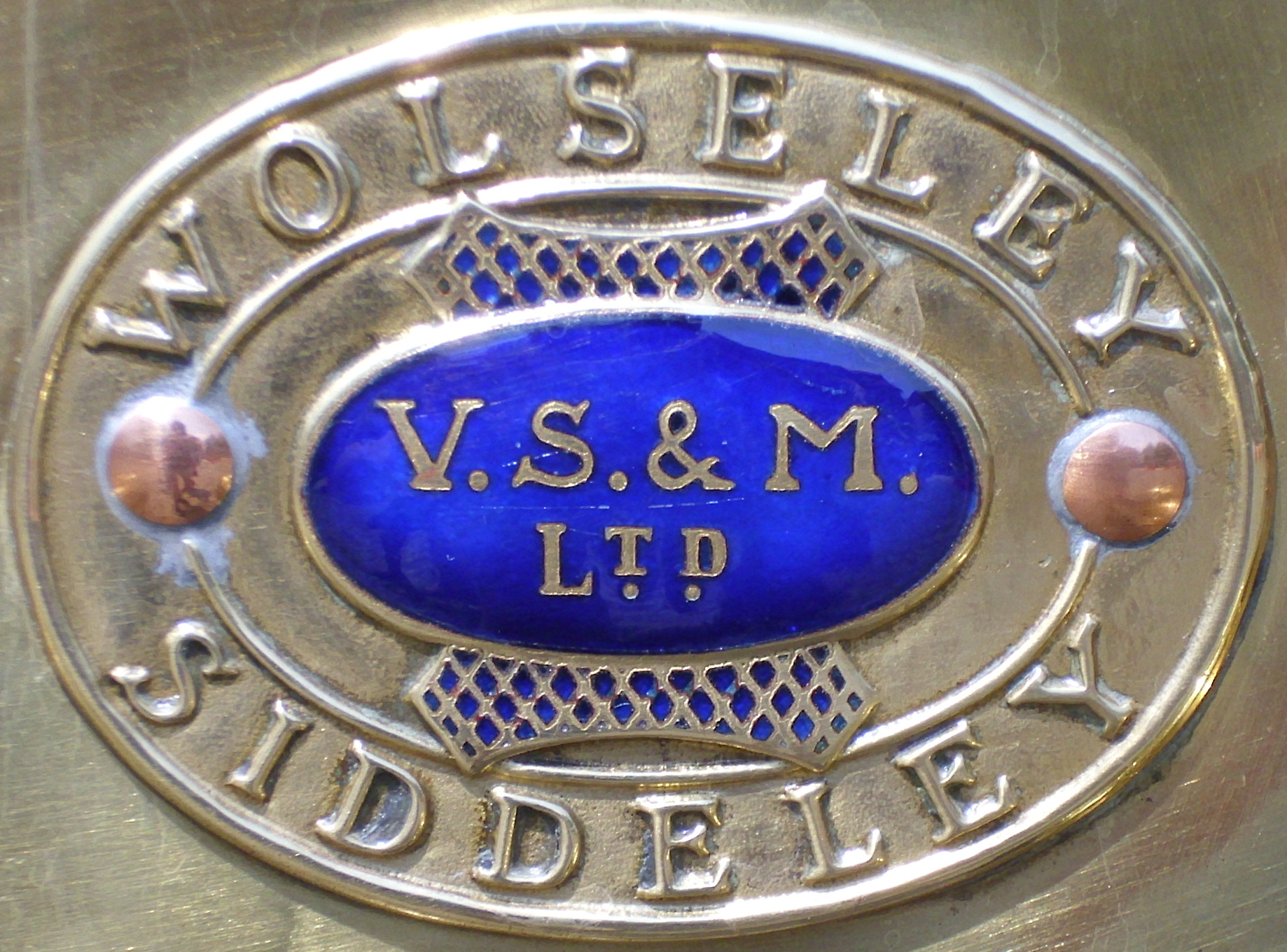
Placa: Vickers, Sons & Maxim
Wolseley Siddeley

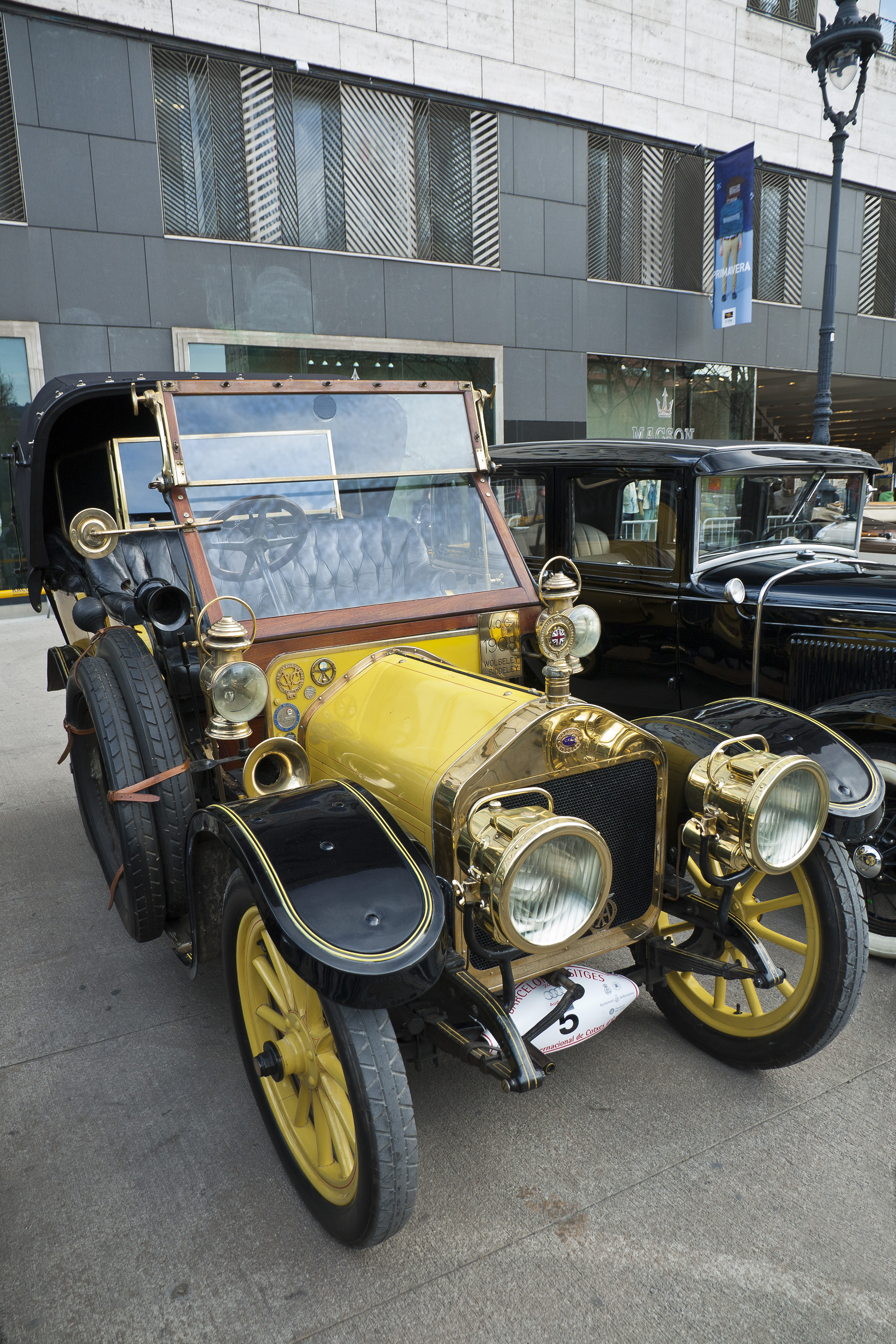
2.6 litros 14 hp rotund phaeton (tourer) (1908)

La resuelta negativa de Austin a aceptar nuevos motores verticales para sus automóviles Wolseley, fuera cual fuera el deseo de los directores, le llevó a presentar su renuncia el año anterior a la finalización de su contrato. Curiosamente, en la nueva empresa propia de Austin, todos los motores fueron verticales, pero allí tuvo que soportar un nuevo consejo financiero. Vickers reemplazó a Austin, promoviendo al gerente de ventas de Wolseley en Londres, John Davenport Siddeley a gerente general. Como Austin ya sabía, Vickers había construido anteriormente, en asociación con Siddeley, automóviles con motor vertical en su fábrica de Crayford, en Kent. Los nuevos modelos de Siddeley comenzaron a superar las ventas de los "anticuados" modelos de Wolseley con motor horizontal.
A principios de 1905 se contrató a Siddeley, se firmó un acuerdo de colaboración y se compraron los derechos de patente de su coche Siddeley.

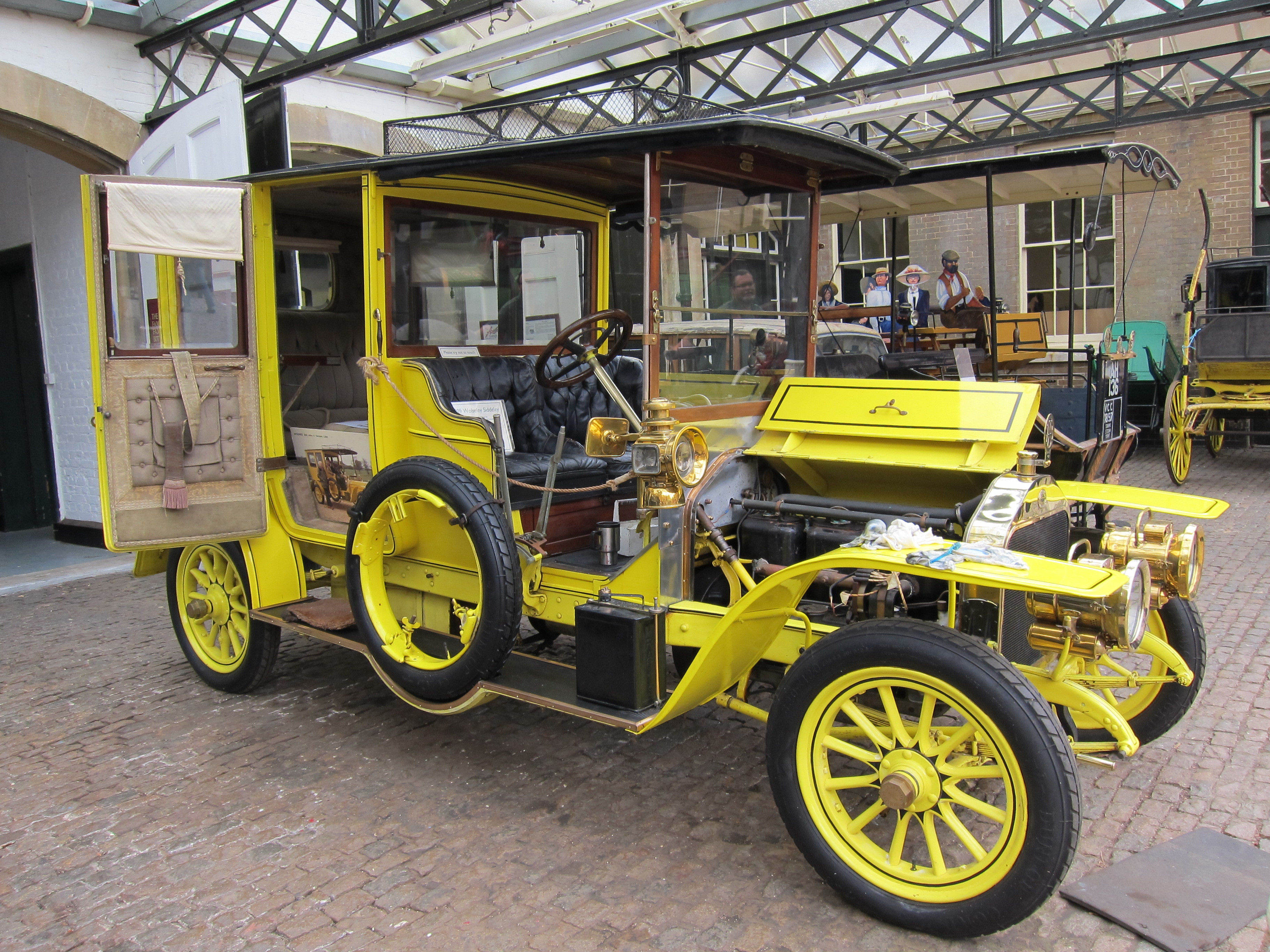
8.6-litros 40–50 hp limusina, comprado por el Conde de Leicester en 1909

Siddeley, una vez instalado en la posición anterior de Austin, reemplazó rápidamente los motores horizontales de Austin por los motores verticales cada vez más frecuentes. Con él trajo a su asociado Lionel de Rothschild como miembro de la junta de Wolseley. Juntos le dieron al negocio una nueva vida. En el Olympia Motor Show de noviembre de 1905, el primero organizado en el Salón Nacional de Agricultura, dos automóviles pequeños de 6 hp y 8 hp aún se exhibían con motores horizontales, pero también había nuevos automóviles de 15, 18 y 32 hp con motores verticales de Siddeley. Este cambio a los motores verticales le dio a Wolseley una gran cantidad de publicidad y sus productos pronto perdieron su imagen pasada de moda.
Sin embargo, entonces surgió la tendencia de que los periodistas abreviasen la publicidad a página completa de la compañía y eliminaran la primera palabra de la denominación Wolseley Siddeley: "Siddeley Autocars" fabricados por (en un tipo de letra más pequeño) Wolseley Tools...". También es cierto que los nuevos propulsores fueron nombrados motores Siddeley. Mientras tanto, Wolseley mantuvo bajo la dirección de John Siddeley el liderazgo de ventas que le había dejado Austin, pero ahora, desde Londres y no desde Birmingham (la base de Austin), todo el negocio no era capaz de cubrir los gastos generales. Un miembro de la junta, Walter Chetwynd, fue encargado de encontrar una solución. Se constató que el negocio operaba desde muchos lugares diferentes. Primero, la junta cerró los talleres de Crayford en Kent, trasladó toda la operación a Birmingham y redujo la producción de vehículos comerciales y taxis, un gran número de los cuales, más de 500, se fabricaron durante la época de Siddeley, incluido un taxi de 10 hp vendido a principios de 1908 a un Willkam Morris de la calle Holywell de Oxford, que dirigía un garaje allí y alquilaba un negocio de automóviles, además de fabricar bicicletas. Luego siguió la oficina central de Londres. Después de algunas discusiones acaloradas, Siddeley renunció en la primavera de 1909 y Rothschild también. Ernest Hopwood fue nombrado director gerente en agosto de 1909. Siddeley pasaría a dirigir Deasy Motor Company, desarrollando una notable carrera comercial.

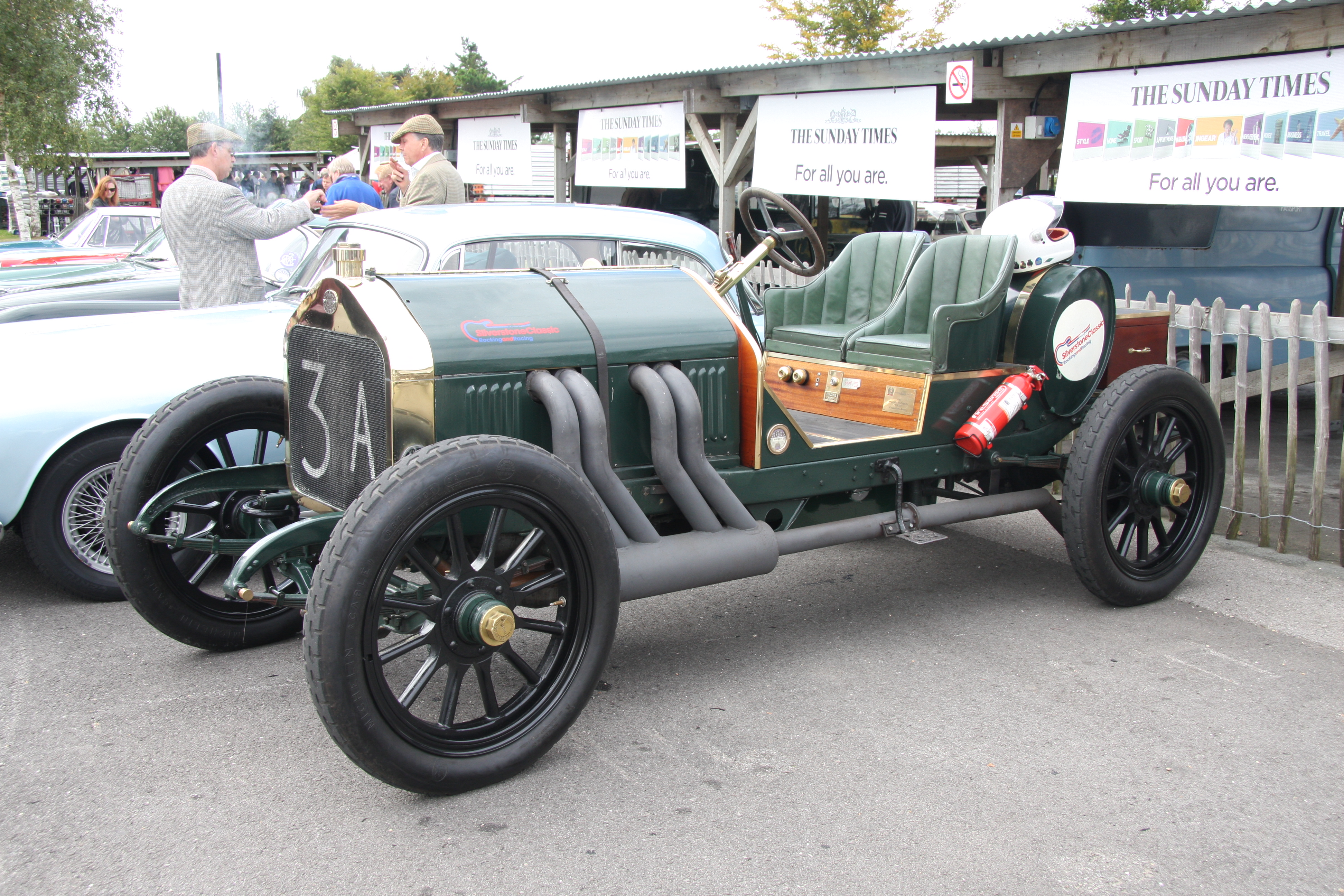
Wolsit deportivo (1907)

#### Wolseley Italia o Wolsit
Wolsit Officine Legnanesi Autmobili fue fundada en 1907 por los hermanos Macchi y el Banco de Legnano para fabricar automóviles Wolseley bajo licencia en Legnano, a unos 18 kilómetros al noroeste del centro de Milán. Una empresa similar, Fial, había comenzado allí un año antes, pero fracasó en 1908. La producción de automóviles Wolsit terminó en 1909, el negocio continuó pero fabricando bicicletas de lujo. Emilio Bozzi produjo el Ciclomotore Wolsit de 1910 a 1914. Un equipo de coches Wolsit compitió en pruebas automovilísticas en 1907.
Gama Wolseley en 1909:
- 12/16 hp[5]
- 16/20 hp
- 20/24 hp
- 24/30 hp
- 30/34 hp
- 40 hp
- 40/50 hp
- 60 hp

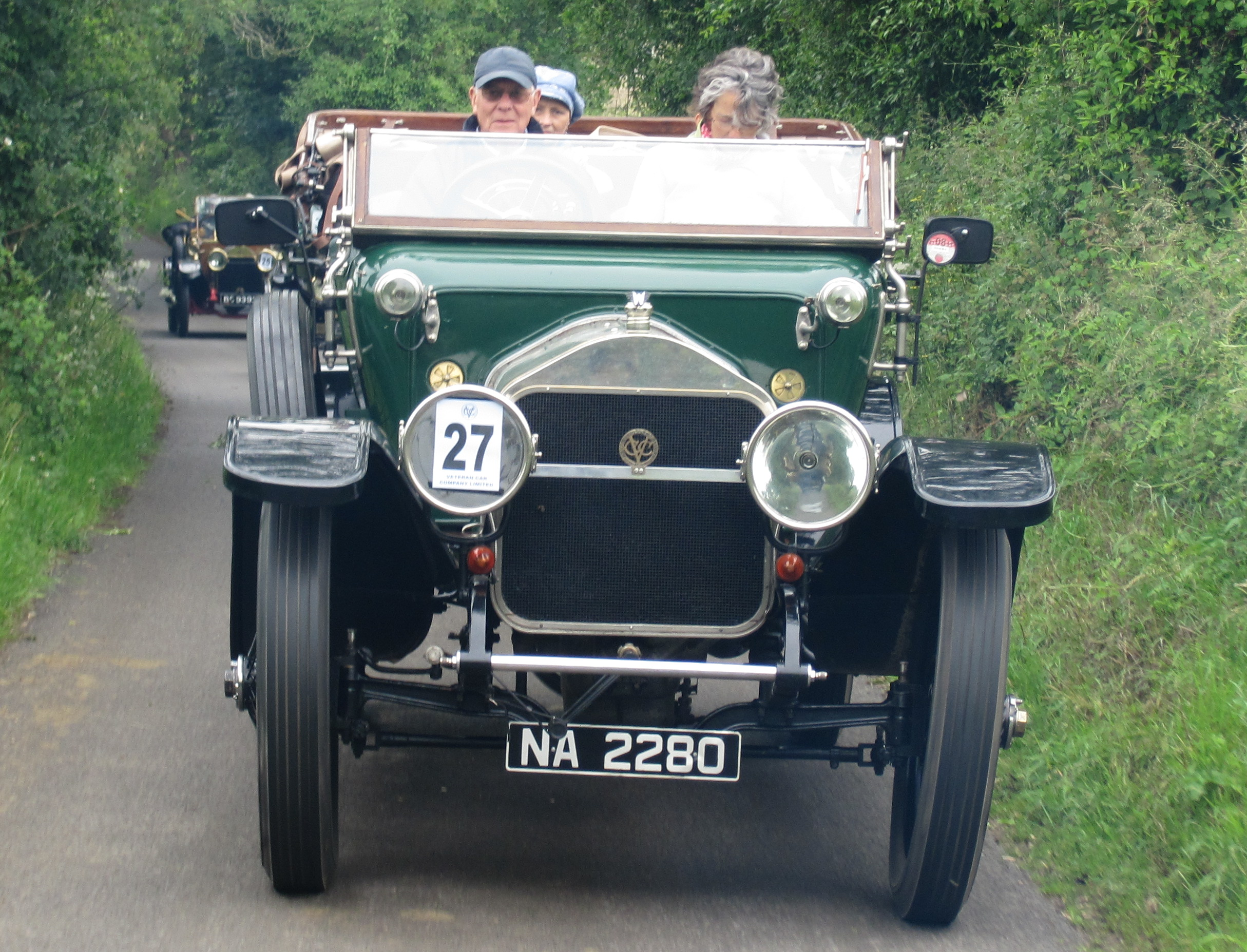
Colonial tourer (1912)

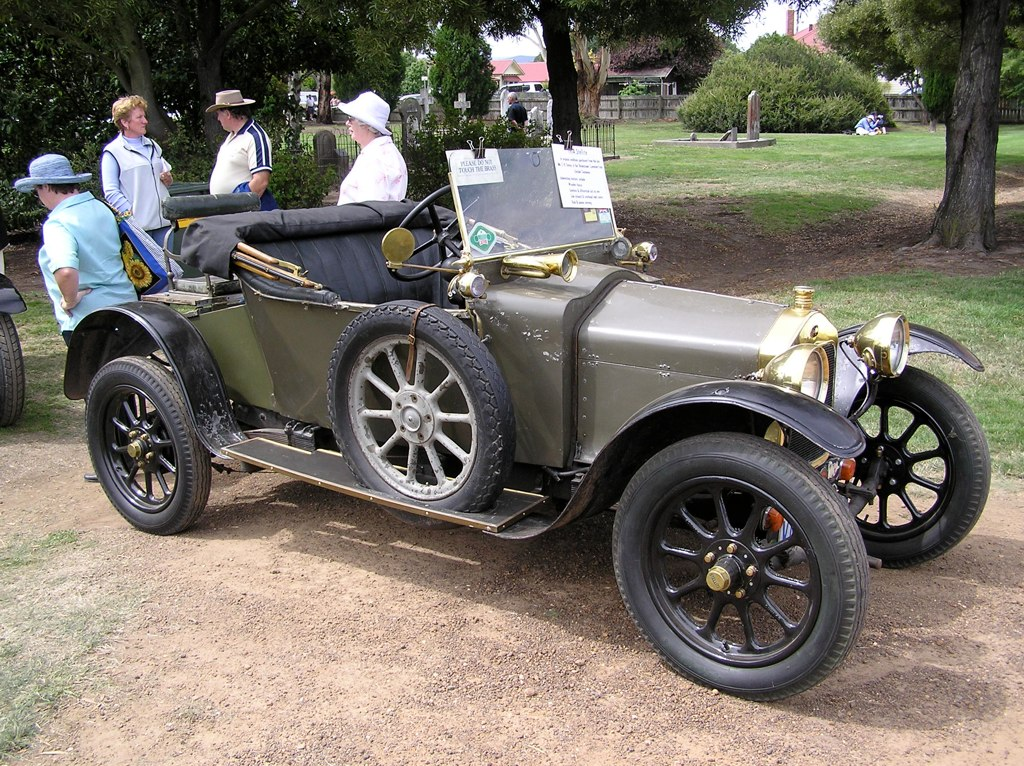
Stellite, gama económica separada, diseñada por Wolseley en 1914

Después de 1911, el nombre de los coches fue de nuevo Wolseley.
Las recomendaciones de Chetwynd pronto conducirán a una recuperación de las ganancias y a una rápida expansión del negocio de Wolseley. La fábrica de Adderley Park se amplió en gran medida en 1912. Estas ampliaciones se abrieron en 1914, pero no había espacio suficiente para el nuevo modelo Stellite, que en su lugar fue producido y comercializado por otra subsidiaria de Vickers, Electric and Ordnance Accessories Company Limited.

#### Máquinas herramienta, autobuses, motores ferroviarios y otros
Wolseley no estaba tan especializada en sus operaciones como lo estaban otras compañías de la industria del motor. Para otros miembros del grupo Vickers, eran ingenieros generales y también manejaban consultas de ingeniería dirigidas a ellos por otros miembros del grupo. 
La compañía construyó autobuses de dos pisos para la Corporación de Birmingham. También produjeron muchos productos especiales, tales como sistemas de iluminación eléctrica y motores de lanchas a motor, con tamaños catalogados desde 12 hp a 250 hp y hasta con doce cilindros y completados con cajas de engranajes. El negocio de los motores para camiones de bomberos y el de los vehículos especiales para la Oficina de Guerra también subsidiarios de la empresa matriz. Como corresponde a una empresa la palabra herramienta en su nombre, construyeron máquinas herramienta, incluidos tornos de torreta y perforadores horizontales, aunque principalmente para su propio uso o para miembros del grupo. Se fabricaron motores muy grandes para impulsar locomotoras, los fabricados para el ferrocarril Delaware and Hudson que funcionaban con un sistema combinado gasolina-eléctrico.

#### Motores marinos y aeronáuticos

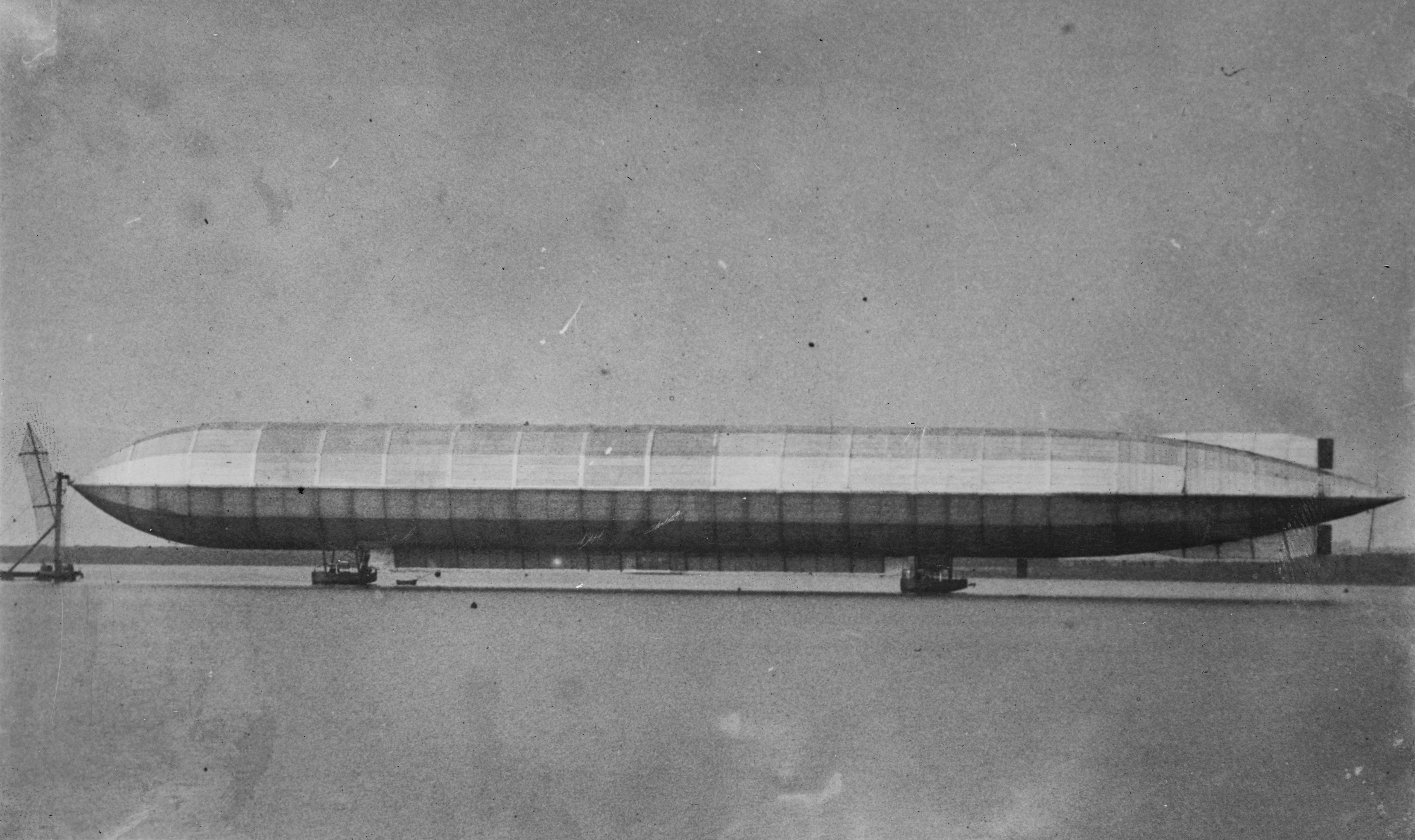
El dirigible HMA No. 1 Mayfly en Barrow-in-Furness (septiembre de 1911)

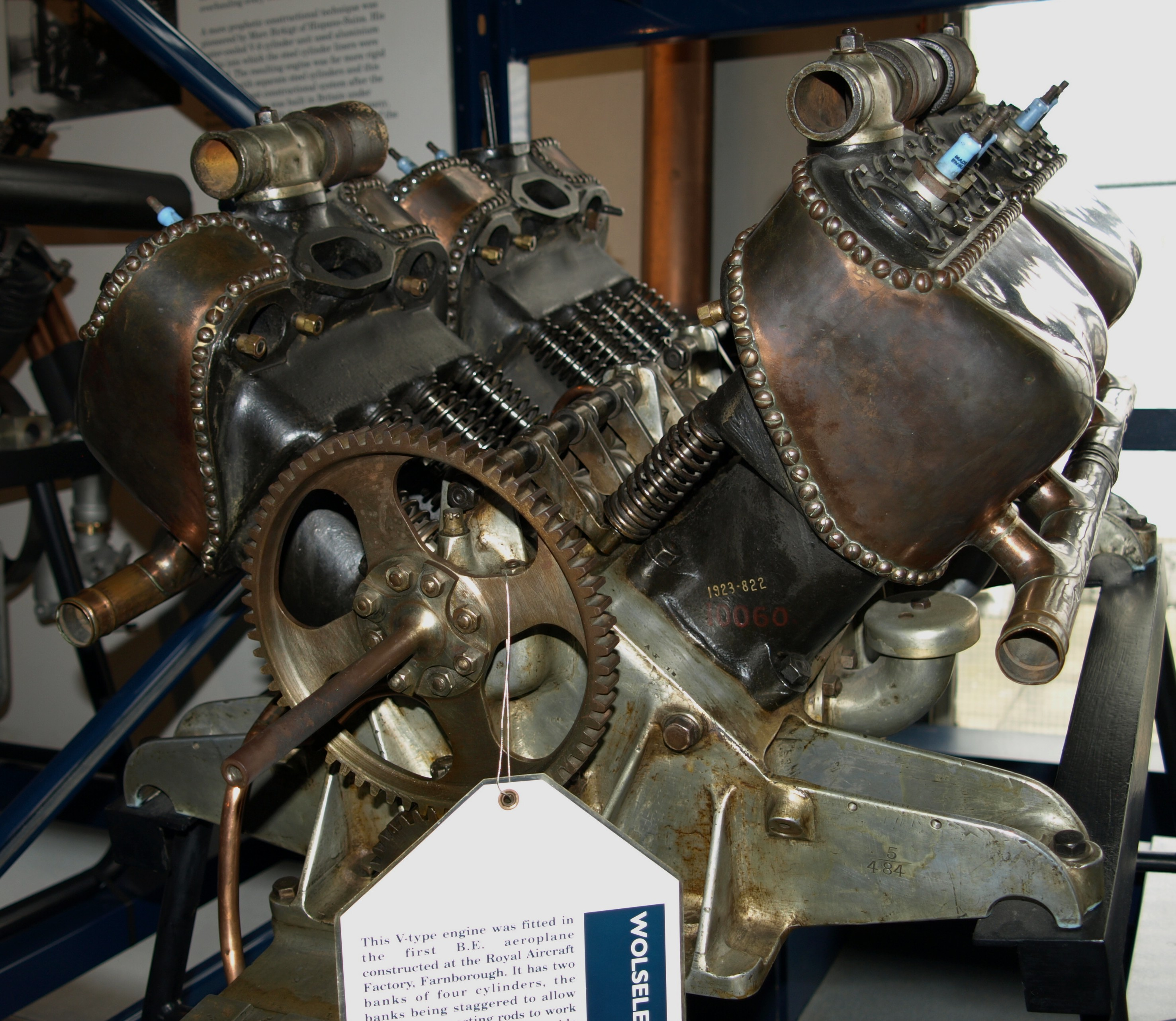
Motor aeronáutico V8 de 60 hp (1910)

Mientras que al principio Wolseley suministró motores para lanchas motoras, fabricadas para ellos por Teddington Launch Works, más adelante se vendieron para su uso en pequeñas embarcaciones fluviales y en embarcaciones ligeras costeras. La demanda de motores para embarcaciones más grandes creció, y no era infrecuente que los pedidos se reservaran para yates de 70 pies (21,3 metros) de eslora, lanchas de carreras y transbordadores para transportar a cincuenta o más pasajeros, estos últimos fabricados por S E Saunders Limited de Cowes, en la Isla de Wight. Se hicieron motores especiales para botes salvavidas.
En 1906 se diseñaron y construyeron motores horizontales de dieciséis cilindros para submarinos británicos. Fueron ideados para funcionar a baja velocidad. Los motores V8 de alta eficiencia se fabricaron para hidroaviones y también para motores de gasolina o parafina. El peso era muy importante y estos motores eran de diseño avanzado. El dirigible Mayfly  estaba equipado con motores Wolseley.
Ferdinand de Baeder (1865–1944), titular belga del certificado de aviador No. 107, ganó el Prix des Pilots, el Prix des Arts et Metiers, la Coupé Archdeacon, el Prix Capitaine Berger en Châlons-en-Champagne con su biplano Voisin con motor Wolseley el 30 de diciembre de 1909. En el verano de 1910, Wolseley pudo suministrar los siguientes aeromotores refrigerados por agua especialmente diseñados:
- 30 hp 4 cilindros, diámetro y carrera: 3¾ x 5½ pulgadas, desplazamiento 5.85 litros
- 60 hp V8 diámetro y carrera: 3¾ x 5½ pulgadas, desplazamiento 11.7 litros
- Pronto fueron seguidos por una versión de 120 hp[2]

|  |  |  |  |

Los tractores oruga Caterpillar fueron diseñados y suministrados a Robert Falcon Scott para su desafortunada segunda expedición a la Antártida. Los pedidos también fueron recibidos para su uso por la Expedición Deutsche Antarktische.
En 1914, un abogado ruso, el conde Piotr Shilovski, encargó a Wolseley un automóvil de dos ruedas con estabilización giroscópica para circular por pistas estrechas en tiempos de guerra.
|  |  |

#### Vehículos comerciales

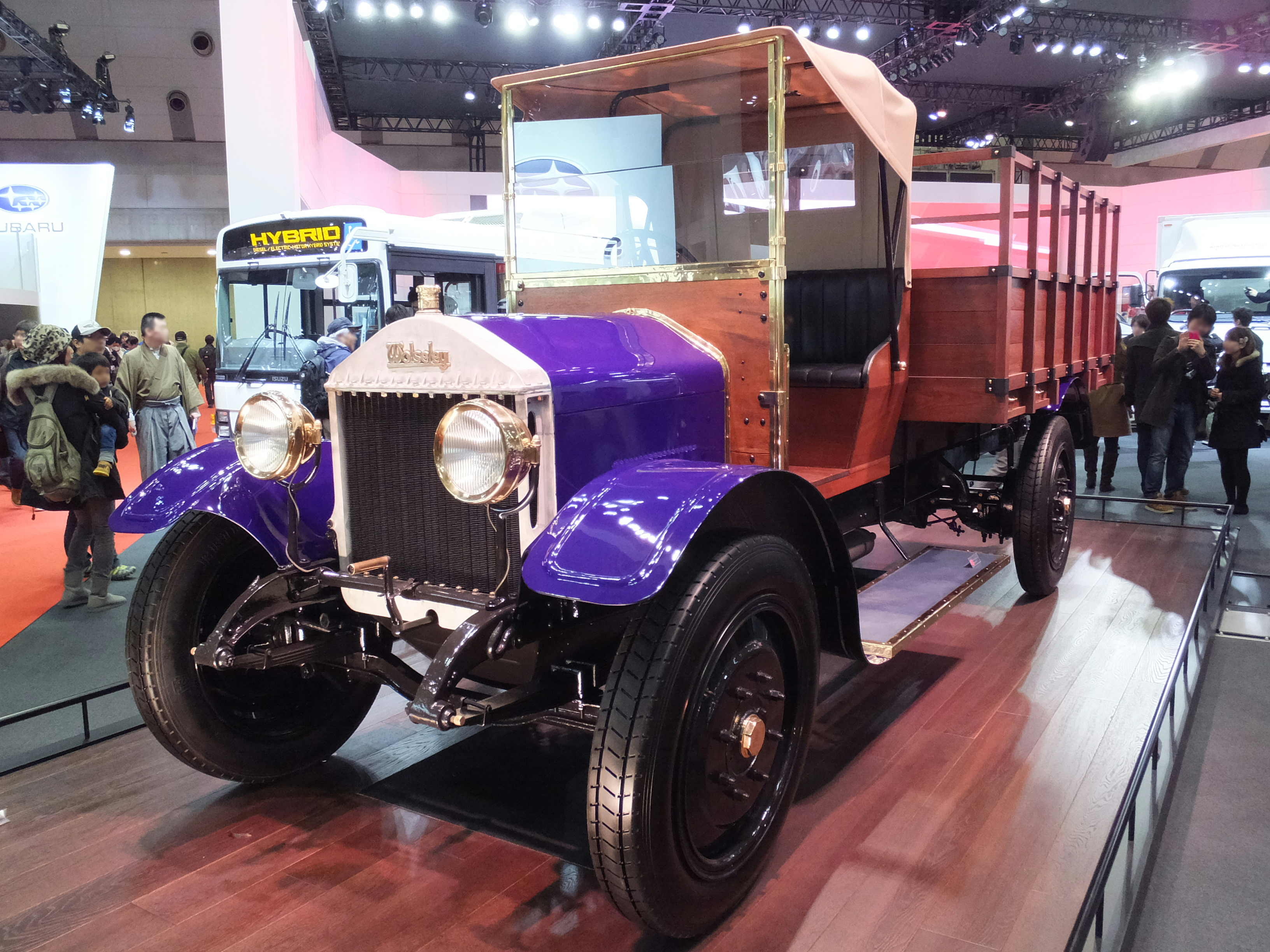
Camión de 1½ toneladas

A partir de 1912 se suministraron camiones y otros vehículos comerciales. Hasta el estallido de la Primera Guerra Mundial en 1914, Wolseley ofreció seis tipos de vehículos comerciales, desde una furgoneta de reparto de 1200 kg a un camión de cinco toneladas con un motor de 40 hp.

### Wolseley Motors Limited 1914
En 1913, Wolseley era el fabricante de automóviles más grande de Gran Bretaña, y vendía unos 3000 automóviles anualmente. La compañía pasó a llamarse Wolseley Motors Limited en 1914.
También comenzó sus operaciones en Montreal y Toronto como Wolseley Motors Limited. La compañía se convirtió en la British & American Motors después de la Primera Guerra Mundial. En enero de 1914, el presidente, Sir Vincent Caillard, comunicó a los accionistas que probablemente eran los propietarios de la mayor empresa productora de automóviles del país y que la fábrica ahora superaba los 17 acres (7 ha) de extensión.

## Primera Guerra Mundial

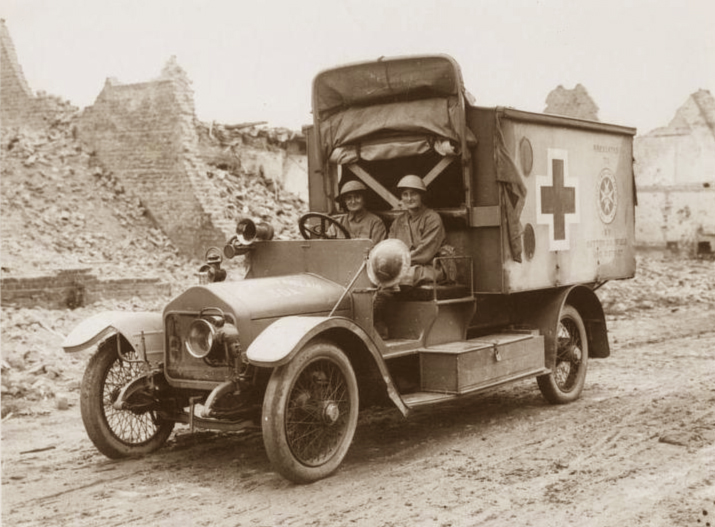
Ambulancia Wolseley de
"Las Madonnas de Pervyse"

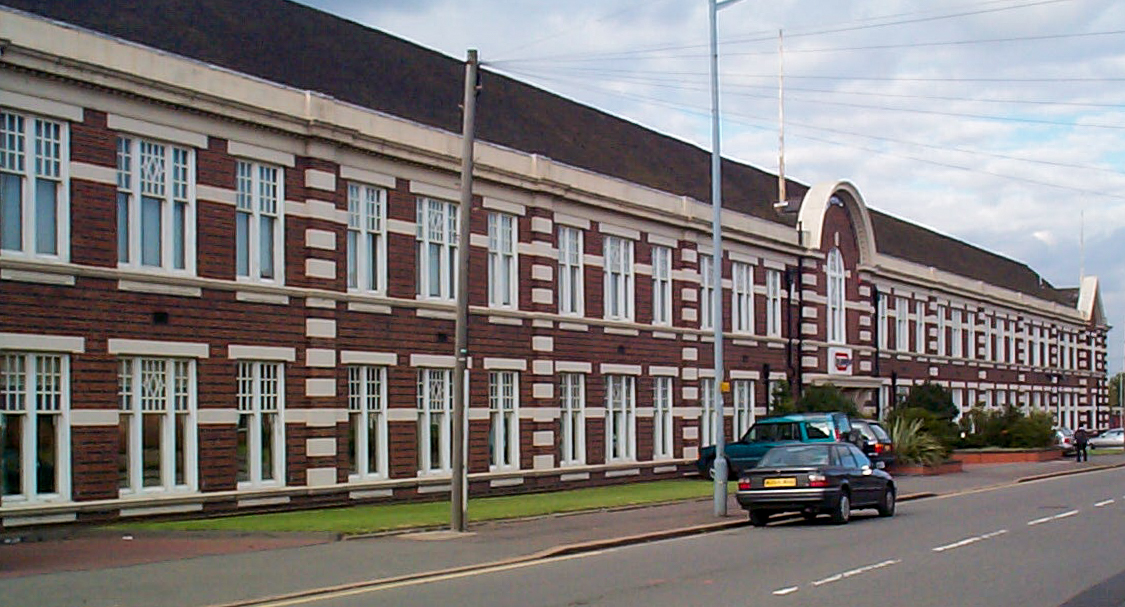
Factoría de Wolseley en End War

Siendo al inicio de la guerra la compañía fabricante de automóviles más grande de Gran Bretaña, Wolseley fue inicialmente contratada para construir automóviles para funcionarios y ambulancias. El gobierno pronto se dio cuenta de que su fábrica podría ser mejor utilizada para producir suministros que se necesitaban con mayor urgencia. El presidente de la posguerra, sir Vincent Caillard, pudo informar que Wolseley había proporcionado (las cantidades son aproximadas):
- 3.600 automóviles y camiones, incluidos los correspondientes repuestos
- 4.900 motores aeronáuticos, incluidos los correspondientes repuestos
- 760 aviones
- 600 conjuntos de alas de aeroplanos
- 6000 atornilladores neumáticos
- Equipo de dirección de tiro para 27 acorazados, 56 cruceros y 160 corbetas y destructores
- 1200 montajes de cañones navales y miras
- 10 mecanismos de transmisión para dirigibles rígidos
- 2.650.000 proyectiles de 18 libras
- 300.000 granadas de mortero[13]

Los motores aeronáuticos producidos en tiempos de guerra incluían:
- Renault de ocho y doce cilindros en V
- "Maybach" de seis cilindros refrigerados por agua de 180 hp desarrollados a partir del motor Maybach de un Zeppelin
- Dragonfly de nueve cilindros refrigerado por aire
- Boucier radial de catorce cilindros refrigerado por aire
- Hispano V8 conocido como Viper; hacia 1918 se producían sesenta de estos motores cada semana
- Motores de dirigible para el Almirantazgo Británico[2]

El Servicio de Ambulancias de Campo de la Brigada Montada Escocesa desarrolló un furgón diseñado por el Coronel H. Wade en 1914, que incluía una mesa de operaciones, esterilizadores, un conjunto completo de instrumentos y equipo quirúrgico, malla de cables, cuerdas, hachas e iluminación eléctrica en un chasis Wolseley. Este automóvil quirúrgico se empleó durante la batalla de Galípoli en Suvla, en el Desierto de Libia (durante la campaña de Senussi) y en Kantara en Egipto, antes de incorporarse a la Unidad de Operación del Cuerpo Montado del Desierto en 1917. Posteriormente, participó en la Ofensiva sobre Palestina del Sur, que culminó en la captura de Jerusalén.
En 1918, Wolseley formó una empresa conjunta en Tokio, con Ishikawajiama Ship Building and Engineering. El primer automóvil Wolseley de fabricación japonesa salió de la línea de producción en 1922. Después de la Segunda Guerra Mundial, la empresa japonesa se reorganizó y se cambió su nombre a Isuzu en 1949.

## Expansión y colapso de posguerra

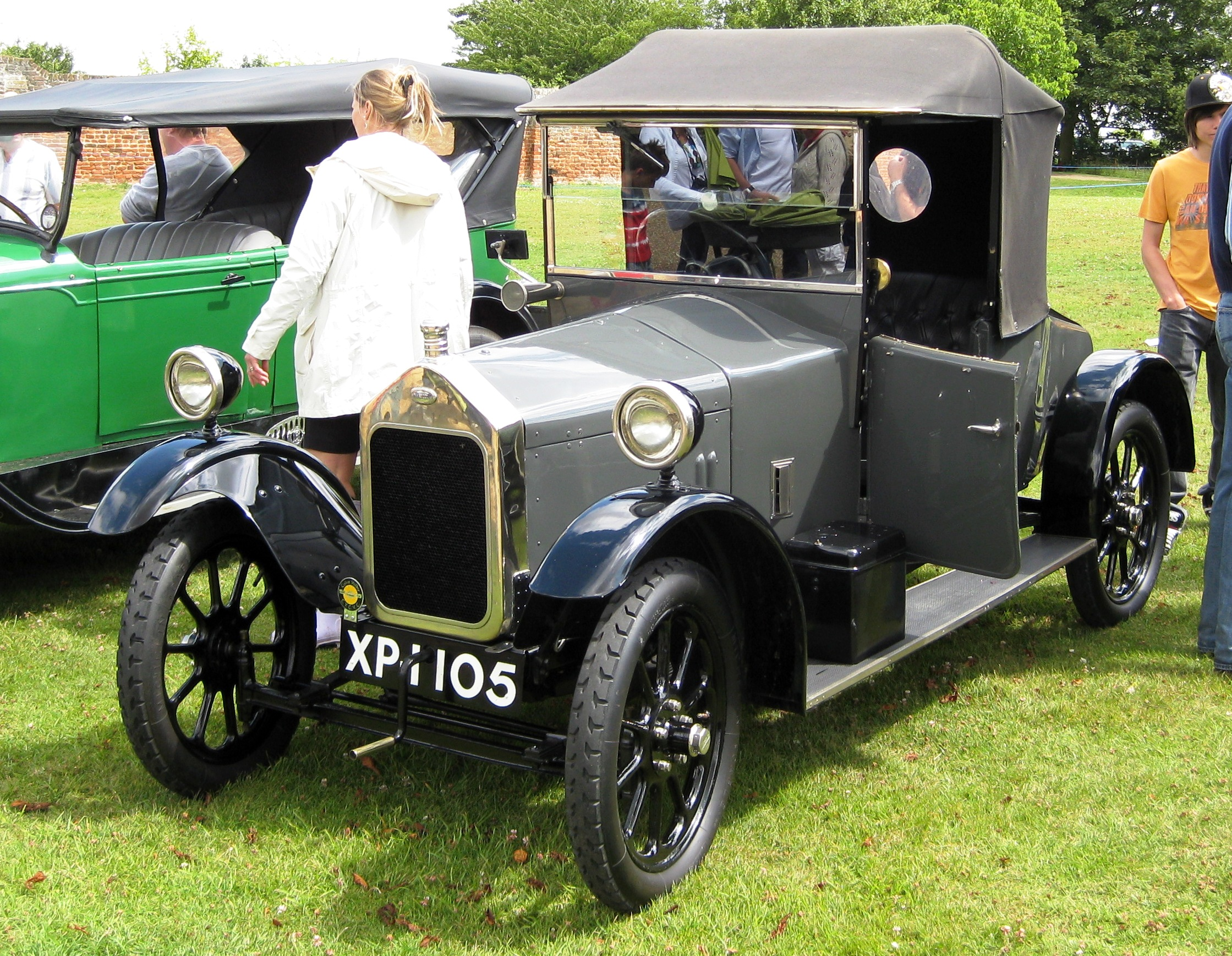
Wolseley Ten (1923),
Stellite de posguerra

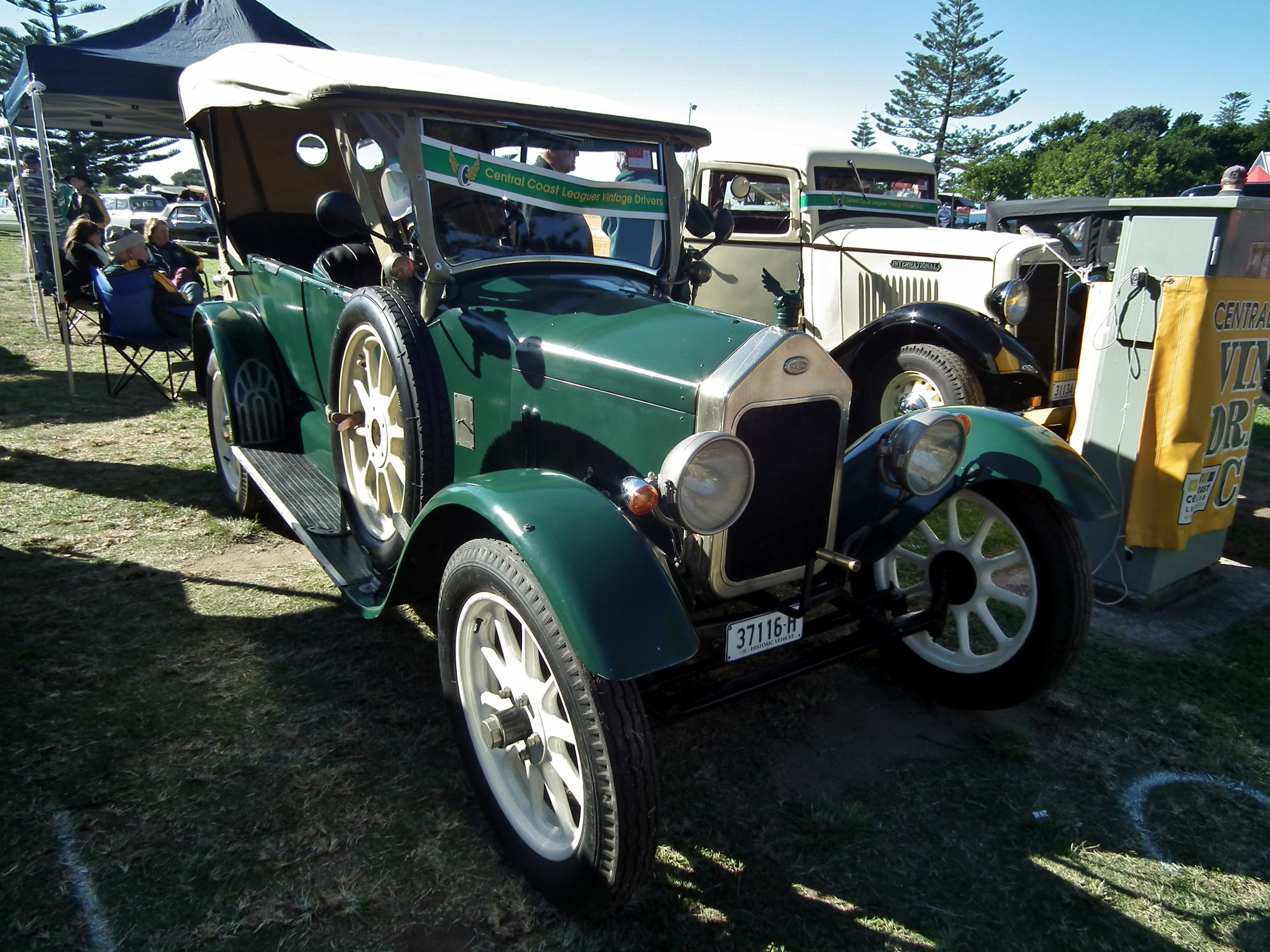
Fifteen tourer (1923)

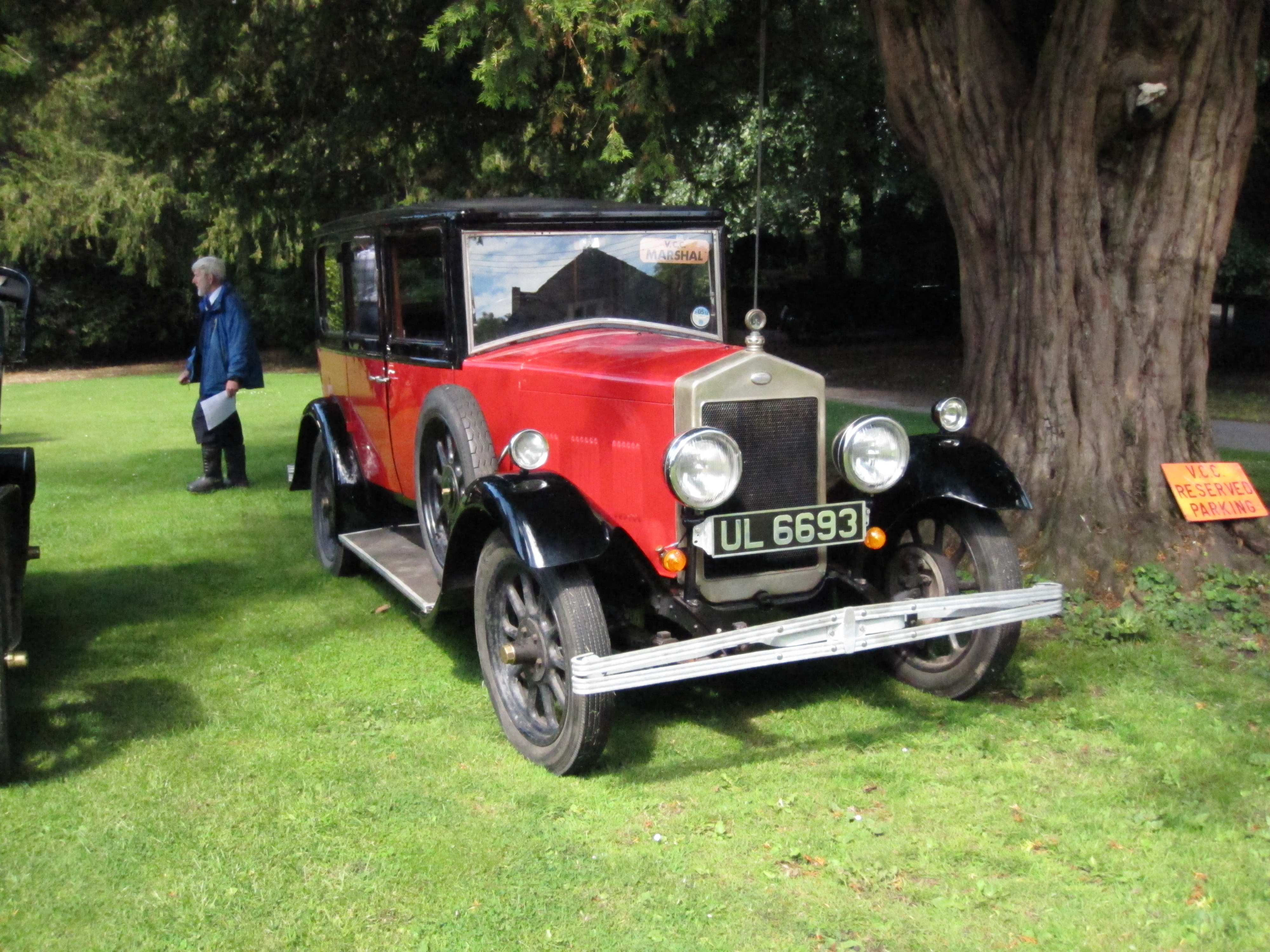
16–45 2-litros seis-cilindros 6-ligero berlina, admirado por W R Morris

Thomas Vickers murió en 1915, y su hermano Albert Vickers en 1919 (ambos llegaron a los ochenta años de edad). Durante la guerra, la capacidad de fabricación de Wolseley se había desarrollado y ampliado rápidamente. Inmediatamente después de la guerra, los directores de Vickers decidieron fabricar automóviles en grandes cantidades a precios relativamente baratos, aprovechando una relativamente buena situación de la demanda. Pedirían dinero prestado, comprarían todo el terreno ocupado en War End, y ampliarían aún más los talleres de Wolseley. Vickers también decidió consolidar sus intereses automovilísticos en una única compañía. En consecuencia, Wolseley compró una serie de grupos de Vickers: la Electric and Ordnance Accessories Company Limited, el Departamento de Automóviles (Stellite Car) de Ordnance, y el Departamento de Cojinetes de Timken; y anunció el futuro programa de automóviles de Wolseley:
1. 10 hp: coche de turismo con motor de cuatro cilindros y dos o tres plazas, basado en el coche Stellite diseñado por Wolseley
2. 15 hp: coche de turismo con motor de cuatro cilindros y cuatro plazas
3. 20 hp: chasis con motor de seis cilindros, equipado por varios de los mejores carroceros
Ejemplos de todos estos modelos fueron exhibidos en el Salón del Motor del Olympia en noviembre de 1919.
El diseño de los motores 10 hp y 15 hp siguió de cerca el modelo del propulsor aeronáutico Hispano-Suiza V8 procedente del período de guerra, utilizando un árbol de levas en cabeza. El público consideró que los modelos 15 hp eran demasiado innovadores y se creó apresuradamente un nuevo automóvil de "14 hp" con el mismo motor para sustituirlo.

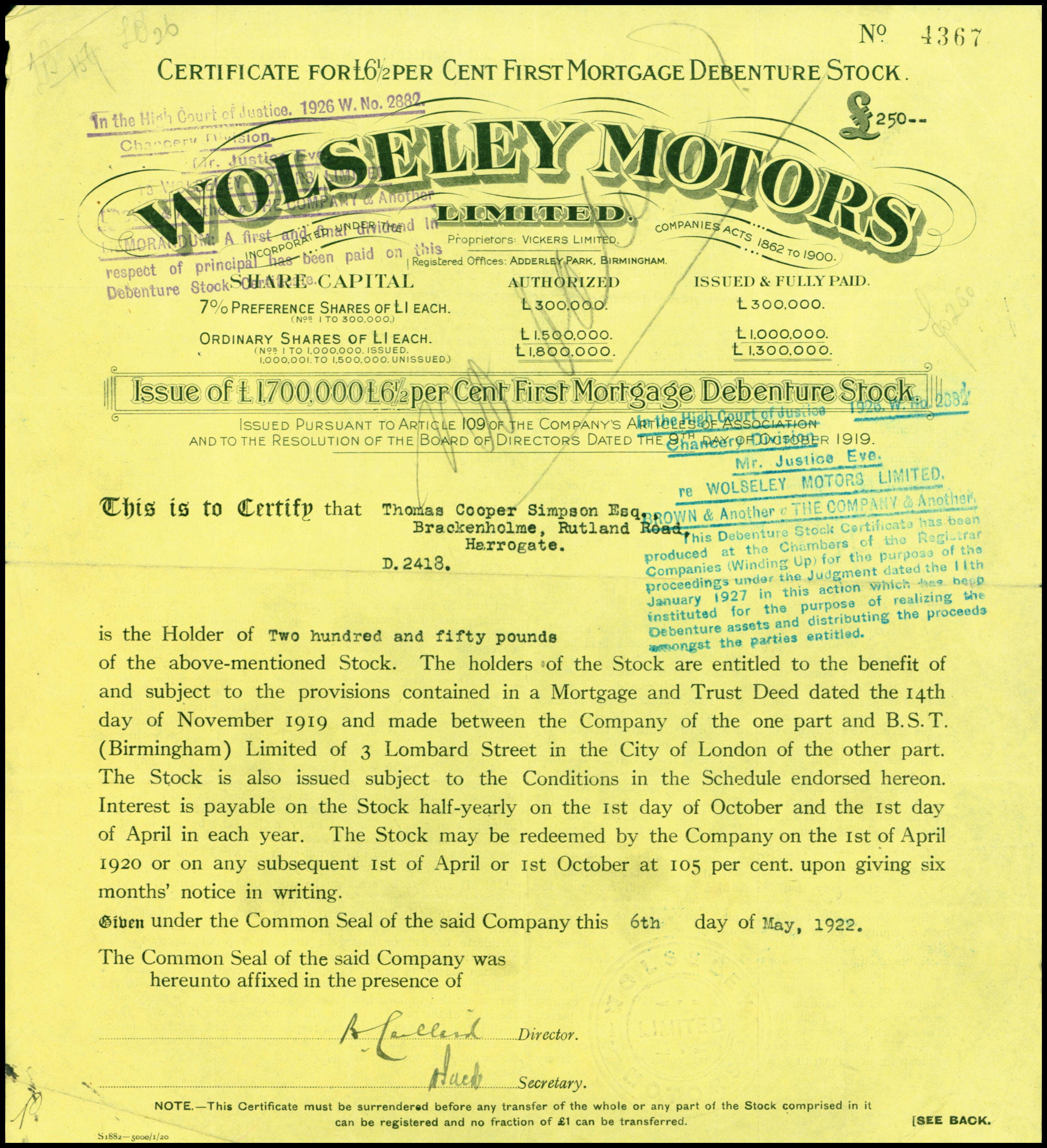
Certificado de obligaciones de Wolseley Motors Ltd emitido el 6 de mayo de 1922

Wolseley se hizo cargo en 1919 de la fábrica de municiones de Vickers en Ward End, Birmingham, y compró un lugar para una nueva sala de exposición y oficinas en el barrio de Piccadilly de Londres, junto al Hotel Ritz. Más de 250.000 libras se gastaron en el magnífico nuevo edificio, Wolseley House. Esto fue más del doble de sus ganancias en 1919, cuando los contratos con el gobierno aún estaban vigentes. Pero estos contratos terminaron, y el gobierno entonces introdujo un impuesto especial sobre el "exceso de ganancias en tiempos de guerra". Hubo una huelga de moldeadores desde diciembre de 1919 hasta abril de 1920, pero a pesar de esto, se decidió continuar con la fabricación de otras partes de los vehículos. Acto seguido, una caída del comercio general breve pero intensa alcanzó su punto máximo en julio de 1920 y casi todos los pedidos que Wolseley tenía en sus libros se cancelaron. En 1920, Wolseley reportó unas pérdidas por valor de 83.000 libras. Los años siguientes registraron pérdidas aún mayores. En octubre de 1922, W R Morris conmocionó a toda la industria del motor con una reducción sustancial en el precio de sus automóviles. En 1924, las pérdidas de Wolseley en el ejercicio alcanzarían 364.000 libras.
Ernest Hopwood había sido nombrado Director Gerente en agosto de 1909 tras la partida de Siddeley, y había dimitido a finales de 1919 debido a problemas de salud. A J McCormack, quien había sido director conjunto con Hopwood desde 1911, renunció en noviembre de 1923 y fue reemplazado por un comité de administración. A finales de octubre de 1926, se reveló que la compañía estaba en bancarrota "por una suma de 2 millones de libras" y que Sir Gilbert Garnsey y T W Horton habían sido nombrados como receptores y administradores conjuntos. Fue descrito como "uno de los fracasos más espectaculares en la historia temprana de la industria del motor".

## Morris

### W R Morris

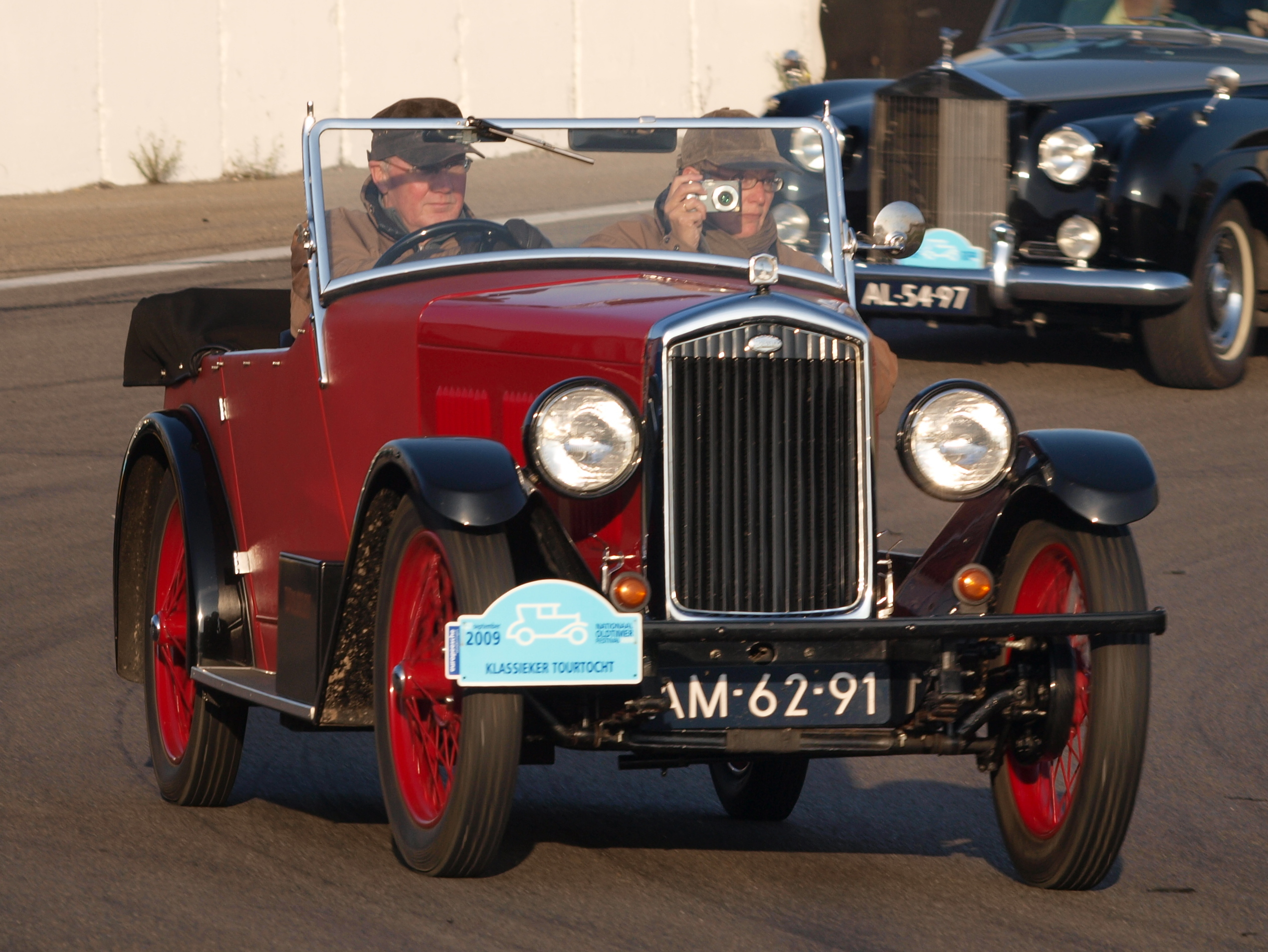
Hornet 1¼-litros abierto de 2 plazas (1931), inicialmente un desarrollo de 6 cilindros del diseño de Wolseley para el Morris Minor

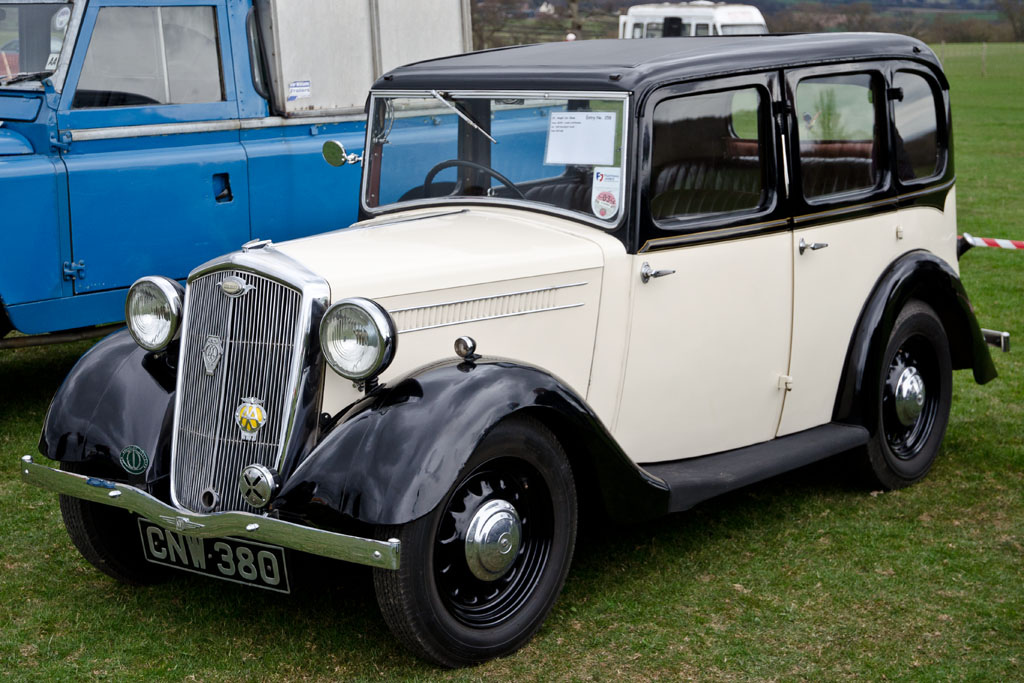
Wasp 1069 cc (1935)

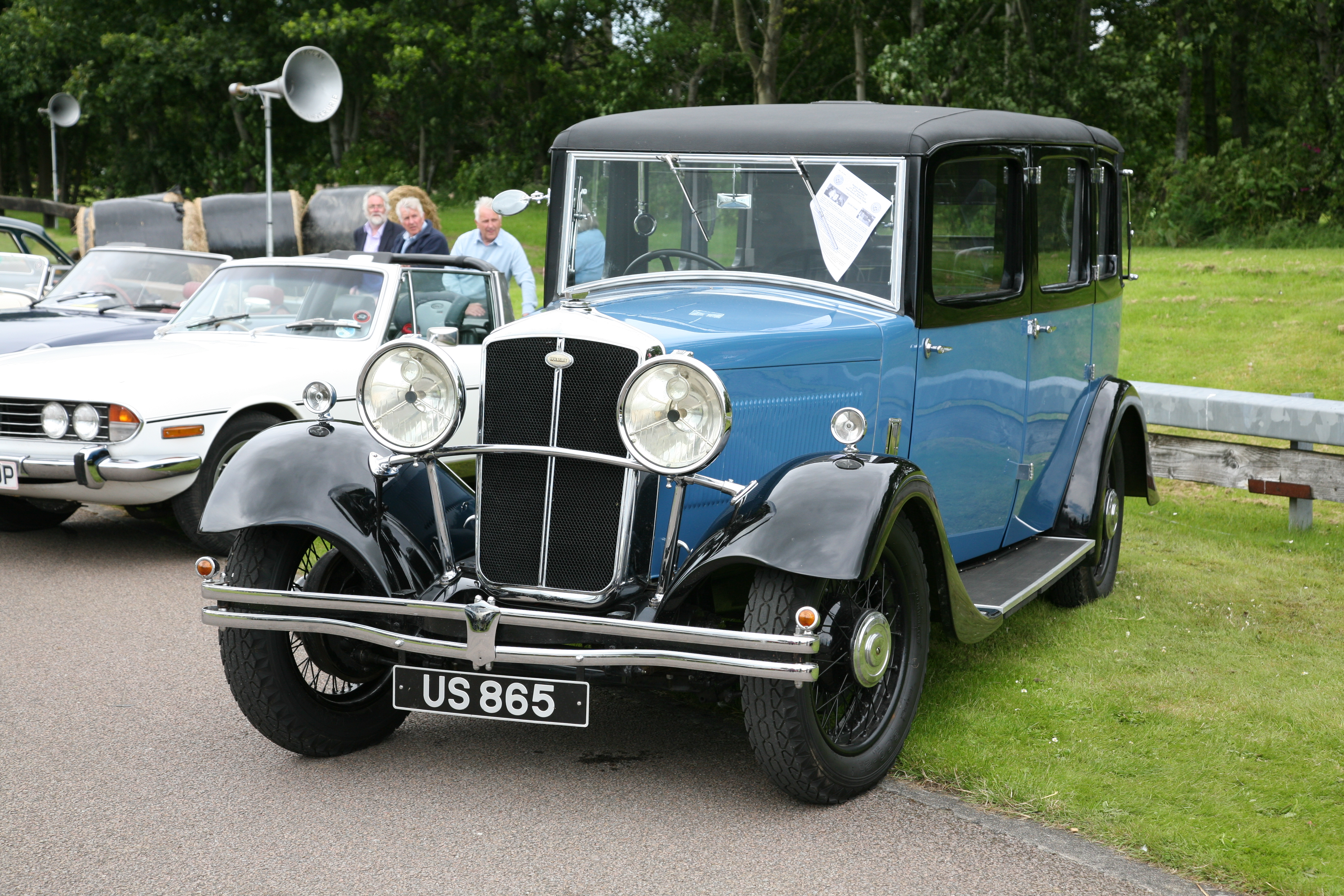
21–60 2.7-litros landaulette (1933)

Cuando la compañía Wolseley fue subastada por los administradores judiciales en febrero de 1927, William Morris la compró por 730.000 libras, utilizando sus propios fondos. Posiblemente Morris actuó para detener a General Motors, que posteriormente compró Vauxhall.
Otro de los ofertantes fue la Austin Motor Company. Se dijo que Herbert Austin, el fundador de Wolseley, estaba muy decepcionado por no haber podido comprar Woseley. Morris había comprado uno de los primeros taxis de Woseley; y además, Morris Garages era agente de Wolseley en Oxford.
Morris había intentado sin éxito producir el Morris Oxford Six, un modelo con motor de seis cilindros, y todavía quería que su gama incluyera un coche ligero de seis cilindros. El Wolseley 16-45 de seis cilindros y dos litros, el último desarrollo del modelo Fifteen de posguerra, "le causó una profunda impresión".
Morris fundó una nueva compañía, Wolseley Motors (1927) Limited, y más tarde se le permitió retirar del nombre el (1927). Estableció su producción en los extensos talleres de Ward End en Birmingham. Vendió grandes porciones no deseadas de la planta de Adderley Park de Wolseley, además de todos sus propios talleres de Soho, Birmingham, y trasladó Morris Commercial Cars de Soho a la parte de las instalaciones conservadas en Adderley Park.
En 1919, Vickers había decidido que Wolseley debía fabricar autos relativamente baratos en grandes cantidades, pero como se vería después, no fue una política acertada. Morris cambió esta política antes de que la marca Wolseley pudiera haber perdido toda su reputación de lujo. Después de una larga deliberación y de remodelar los talleres, conservó los seis cilindros 16–45 Silent Six de dos litros e introdujo una versión de cuatro cilindros llamada 12–32. Luego, se lanzó un modelo de ocho cilindros, denominado 21-60. En septiembre de 1928, se anunció un 21-60 de seis cilindros destinado principalmente al mercado de exportación, comercializado como Wolseley Messenger. Permaneció en producción hasta 1935. El Messenger fue conocido por su robusta construcción. Un bastidor de sección muy profunda abarcaba el ancho completo de la carrocería, incluyendo el voladizo de los esrribos. El cuerpo en sí era completamente de acero, y su prototipo fue el primero en el Reino Unido en estamparse en una sola pieza.
Los motores de posguerra de Wolseley eran todos de un solo árbol de levas en cabeza, accionado por un eje vertical desde el cigüeñal. Los ocho cilindros 21–60 tenía el eje vertical en el centro del motor, y tanto el cigüeñal como el eje de levas se dividieron en sus puntos medios. Su motor más pequeño de 847 cc fue diseñado y fabricado para el nuevo Minor de Morris en Ward End, con el eje del árbol de levas y el eje de la dinamo impulsados por engranajes cónicos en espiral. Pero su construcción fue relativamente costosa y propensa a las fugas de aceite, por lo que su diseño fue modificado a por una configuración de válvulas laterales convencionales por Morris Engines, que se puso en producción solo para los automóviles Morris en 1932. Mientras tanto, Wolseley expandió su diseño original de cuatro a seis cilindros. El motor único OHC de seis cilindros anunciado en septiembre de 1930 impulsó el Wolseley Hornet y varios modelos MG famosos. Este pequeño motor SOHC de 6 cilindros finalmente se fabricó en tres tamaños diferentes y su impulsión de árbol de levas continuó evolucionando desde el eje de la dinamo hasta, al final, una cadena de un solo rodillo tensada automáticamente.

### Morris Motors Limited
William Morris transfirió su propiedad personal de Wolseley a Morris Motors Limited a partir del 1 de julio de 1935 y, en breve, todos los modelos de Wolseley fueron diseños de Morris con los emblemas modificados.
|  |  |  |  |

Wolseley se unió a Morris, MG y luego a Riley/Autovía dentro de la Organización Morris, que posteriormente se restructuró como la Organización Nuffield.

## Posguerra
Después de la guerra, Wolseley abandonó Adderley Park, y la producción de Morris y Wolseley se consolidó en Cowley. Los primeros Wolseley de la posguerra, los modelos 4/50 y 6/80 similares que usaban motores Wolseley con árbol de levas en cabeza, estaban basados en el Morris Oxford MO y en el Morris Six MS, pero se les dotó con la tradicional rejilla del radiador de Wolseley.
El Wolseley 6/80 fue el buque insignia de la compañía e incorporó el mejor diseño y las características más lujosas. El motor Wolseley del 6/80 también fue superior al Morris, entregando una potencia más elevada. El coche estaba bien equilibrado y demostró una excelente estabilidad en carretera para su época. La policía británica utilizó este modelo como coche patrulla hasta finales de los años 1960.

### BMC
Tras la fusión de Austin y Morris mediante la que se formó la British Motor Corporation (BMC), los Wolseley compartieron con los MG y los Riley las mismas carrocerías y chasis, es decir, el Wolseley 4/44 (más tarde 15/50) y el 6/90, estaban estrechamente relacionados con el MG Magnette ZA/ZB y el Riley Pathfinder / Two-point-Six respectivamente.
En 1957, el Wolseley 1500 se basó en el sucesor planeado del Morris Minor, compartiendo la carrocería con el Riley One-Point-Five. Al año siguiente, el Wolseley 15/60 debutó con el nuevo diseño de berlina BMC de tamaño mediano concebido por Pinin Farina. Fue seguido por vehículos similares de cinco marcas distintas aquel mismo año.
El Wolseley Hornet se basó en el Austin y el Morris Mini, con un estilo de carrocería compartido también con el Riley Elf. El 1500 fue reemplazado por el Wolseley 1100 (Austin MG 1300 Mark II) en 1965, que se convirtió en el Wolseley 1300 dos años después. Finalmente, una versión del Austin 1800 se lanzó en 1967 como Wolseley 18/85.

### British Leyland
Después de la fusión de BMC y Leyland para formar British Leyland en 1969, se retiró la marca Riley, que durante mucho tiempo se superpuso con Wolseley, que se continuó en forma reducida con el Austin 1800 de 1972, una variante del Austin 2200, una versión de seis cilindros del Austin 1800. Finalmente, fue cancelado tres años más tarde en favor de la variante Wolseley del 18–22 berlina, a la que nunca se le dio un nombre de modelo individual, que solo tenía el distintivo "Wolseley", y que se vendió solo durante siete meses hasta que se cambió el nombre de la gama como Princess. Así, este cambio marcó el final de la marca Wolseley después de 74 años.
Desde 2012, la marca Wolseley pasó a ser propiedad de SAIC Motor, que fue adquirida por su subsidiaria Nanjing Automobile tras la ruptura de MG Rover Group. La Compañía Wolseley de Máquinas Esquiladoras (la Wolseley Sheep Shearing Machinery Company) continúa activa, reconvertida en Ferguson plc.

## Lista de vehículos Wolseley

### Lista de los vehículos Wolseley de 1920 y 1930
- Cuatro cilindros
  - 1919–1923 Wolseley Siete
  - 1919–1924 Wolseley Ten
  - 1919–1924 Wolseley Quince
  - 1922–1924 Wolseley Catorce
  - 1924–1928 Wolseley 22/11
  - 1924–1927 Wolseley 16/35
  - 1929–1930 Wolseley 12/32
  - 1934–1935 Wolseley Nine
  - 1935–1936 Wolseley Wasp
  - 1936–1937 Wolseley 10/40
  - 1936–1939 Wolseley 12/48
  - 1939-1939 Wolseley Ten
- Seis cilindros
  - 1919–1924 Wolseley Twenty
  - 1922–1924 Wolseley 24/30
  - 1924–1927 Wolseley 24/55

Six abjerto 2-asientos (1904)

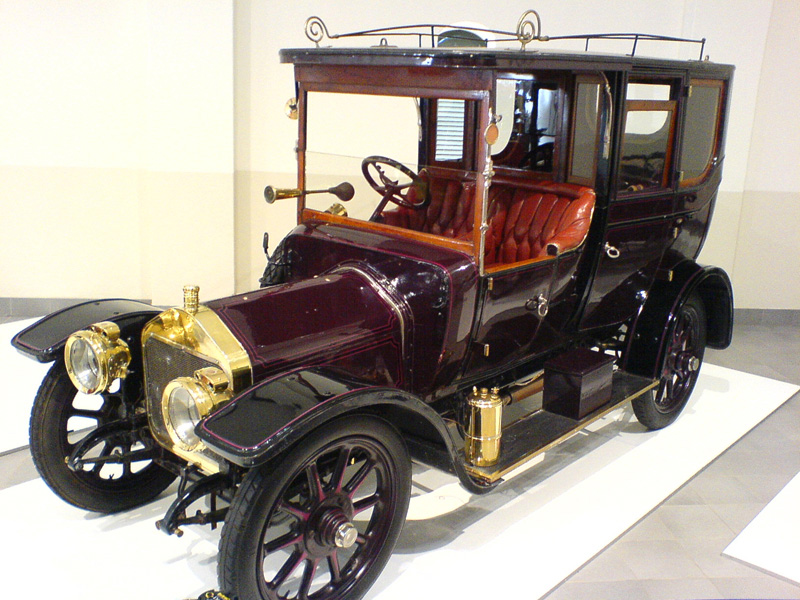
12/16 limusina (1910)

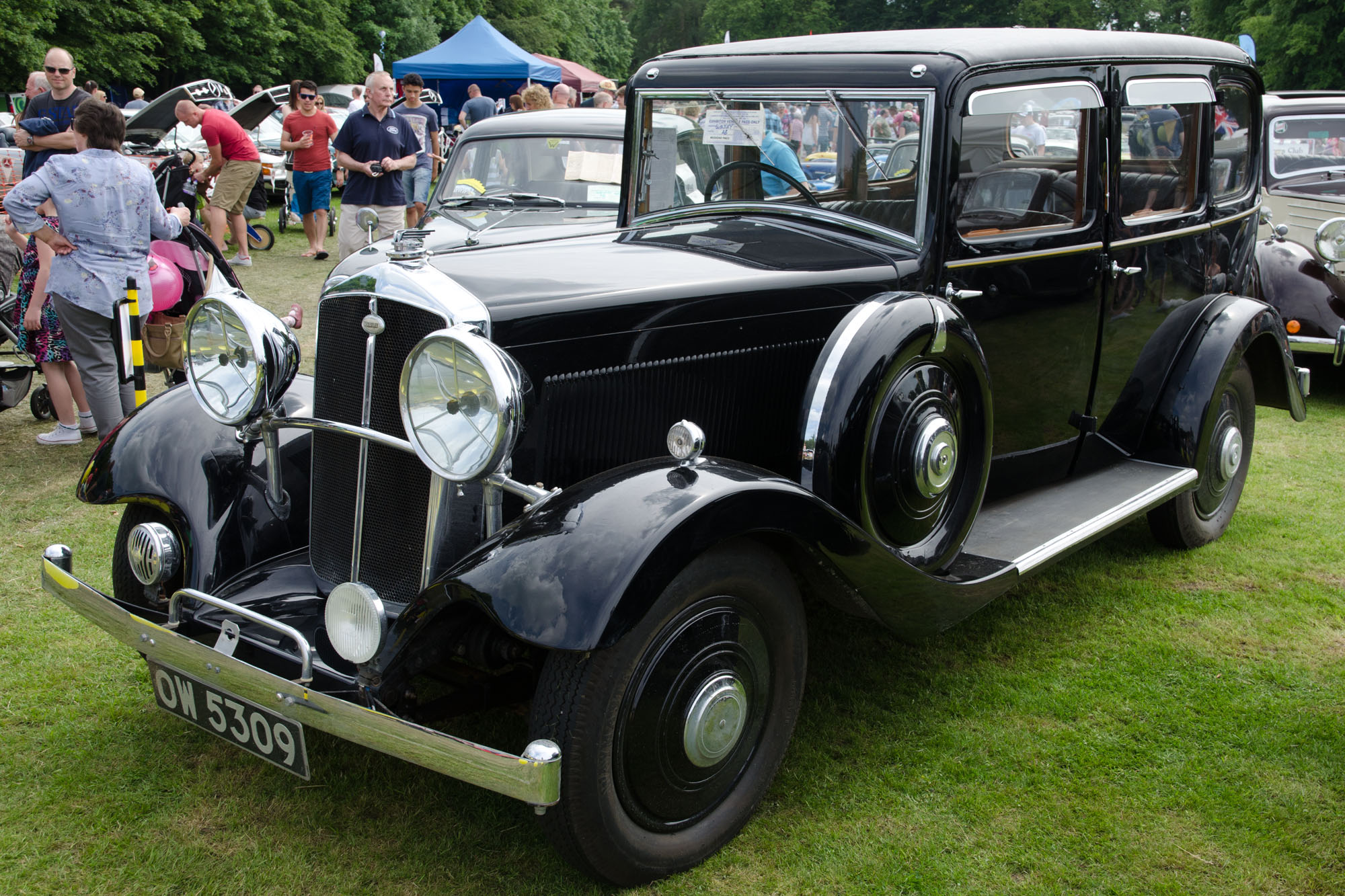
21/60 berlina (1934)

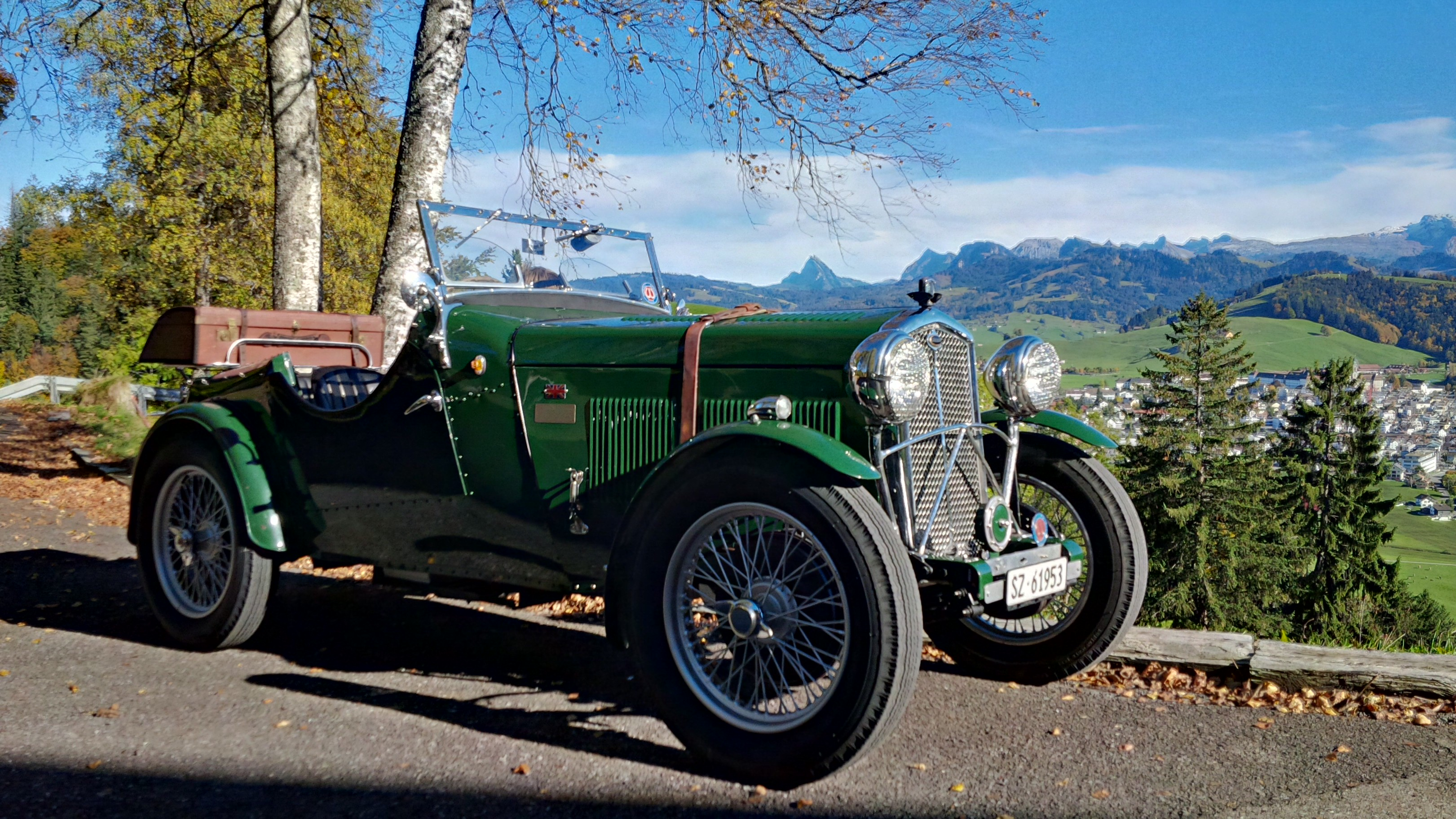
Hornet Special abierto 2-asientos (1933)

  - 1930–1936 Wolseley Hornet six OHC
  - 1927–1931 Wolseley 16/45
  - 1931–1932 Wolseley Viper (automóvil)
  - 1928–1930 Wolseley 12/32
  - 1933–1935 Wolseley County
  - 1933–1935 Wolseley Sixteen
  - 1935–1936 Wolseley Fourteen
  - 1935-1935 Wolseley Eighteen
  - 1936–1938 Wolseley 14/56
  - 1937–1938 Wolseley 18/80
  - 1935–1937 Wolseley Super Six 16HP, 21HP, 25HP
  - 1938–1941 Wolseley 14/60
  - 1938–1941 Wolseley 16/65.
  - 1938–1941 Wolseley 18/85 (también producido en 1944, para los militares)
  - 1937–1940 Wolseley 16HP, 21HP, 25HP
- Ocho cilindros
  - 1928–1931 Wolseley 21/60, Turismo, Ocho Cilindros en Línea, 2700 cc (536 producidos)
  - 1929–1930 Wolseley 32/80, Camión, Ocho Cilindros en Línea, 4020 cc (solo chasis)

### Lista de vehículos Wolseley posteriores a la Segunda Guerra Mundial
Wolseley a menudo usaba un sistema de nombres de modelos de dos números. Hasta 1948, el primer número era el tamaño del motor en unidades de caballos fiscales según lo definido por el Royal Automobile Club. Por lo tanto, el 14/60 se calificó con 14 hp (RAC) a efectos fiscales, pero en realidad rendía 60 hp (45 kW). Más adelante, el primer número correspondía al número de cilindros. Después de 1956, este número se cambió para reflejar el desplazamiento del motor para automóviles de cuatro cilindros. Por lo tanto, el 15/60 seminal era un motor de 1.5 litros capaz de producir 60 hp (45 kW). Finalmente, todo el sistema de denominaciones fue abandonado.
- Cuatro cilindros

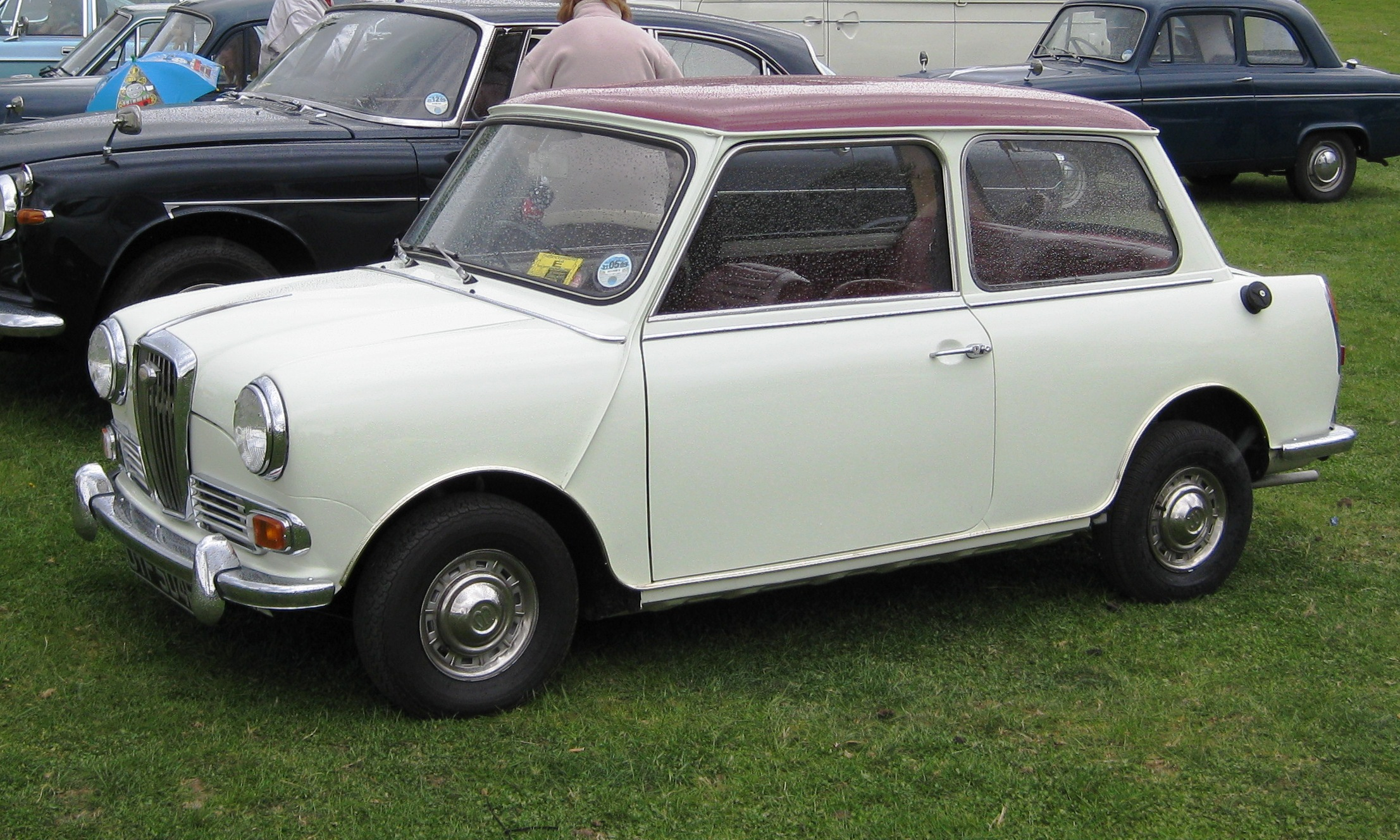
El Wolseley Hornet (1961–69) basado en el Mini

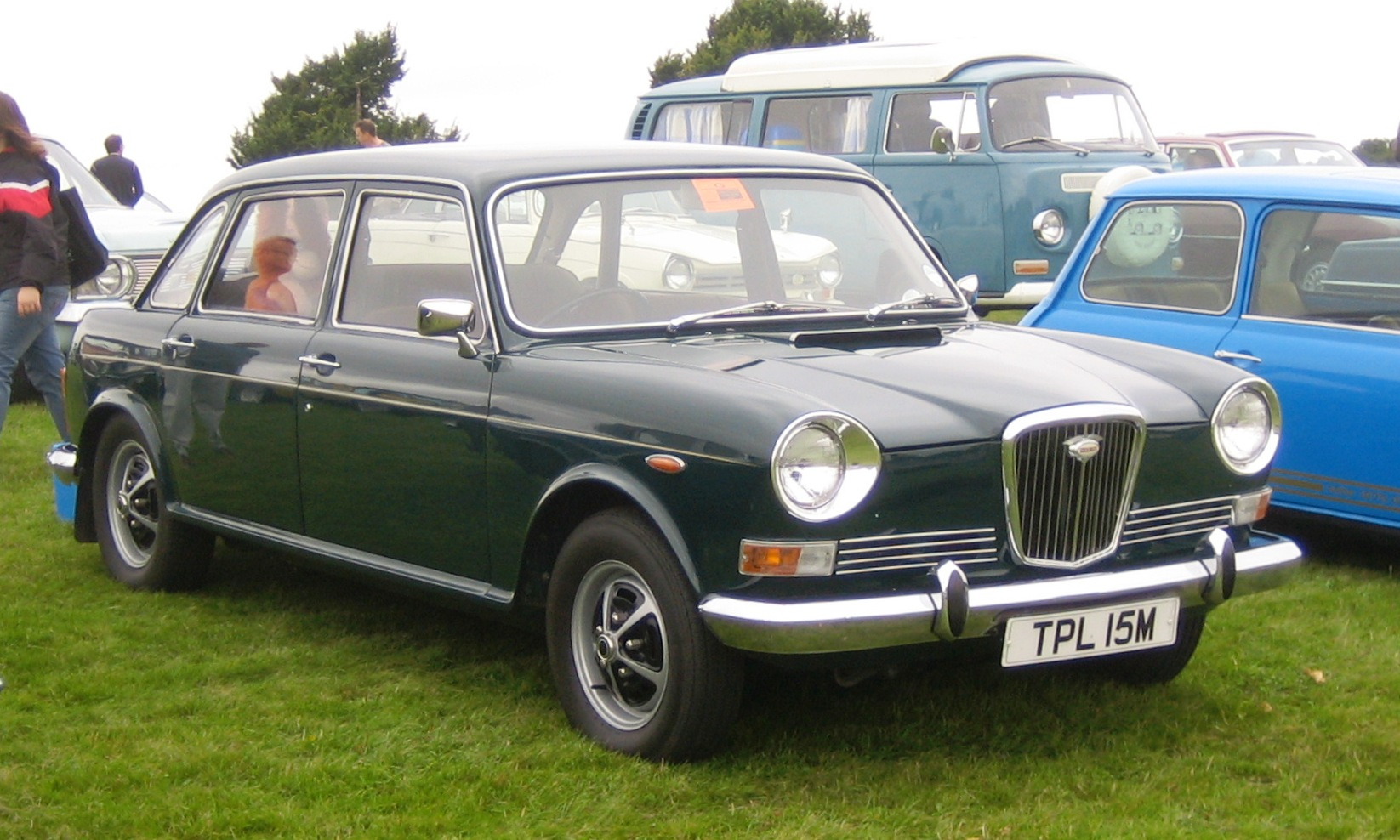
Wolseley Six (BMC ADO17)

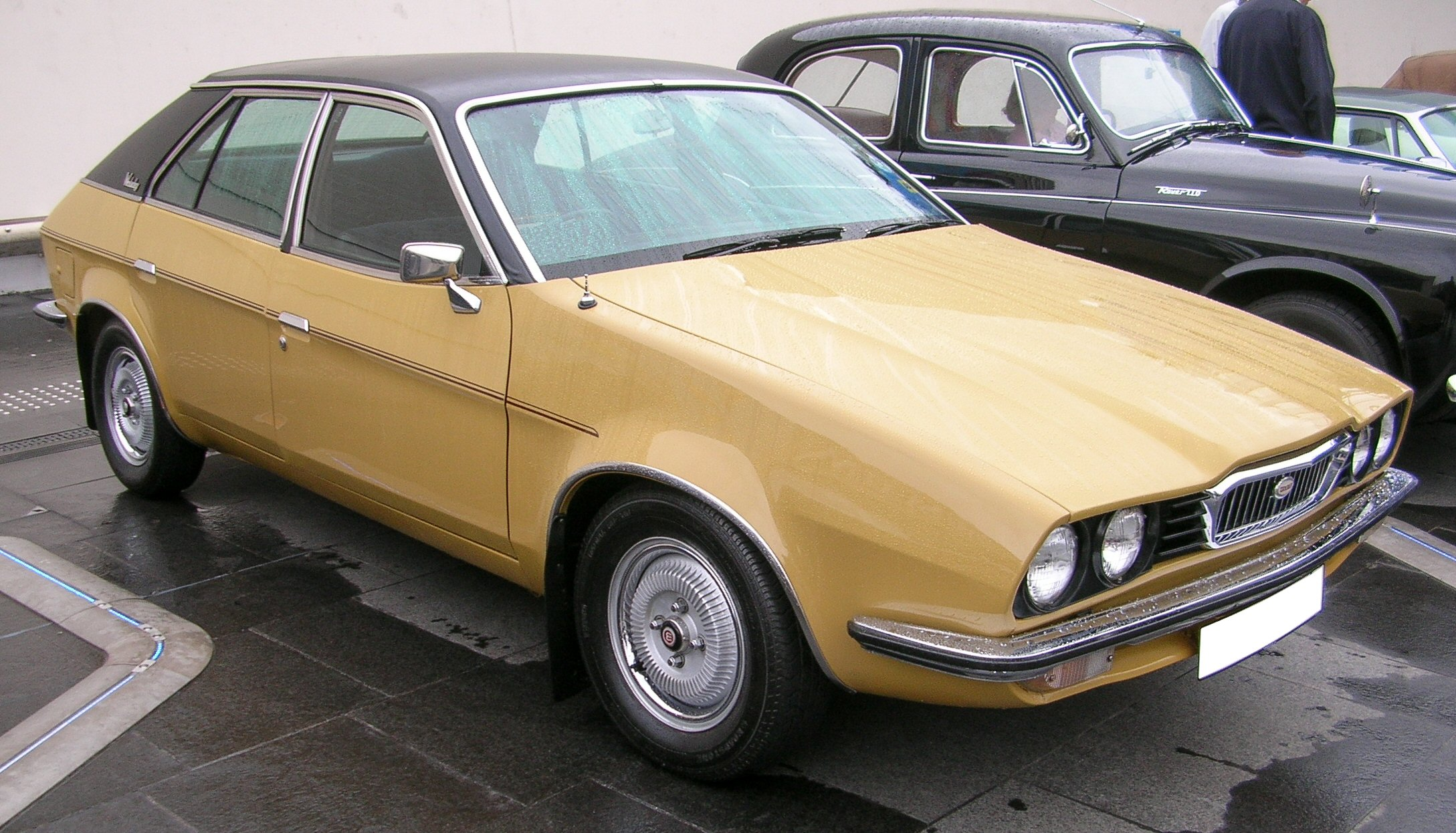
Wolseley (18–22 series)

- - 1939–1948 Wolseley Ten (Morris Ten)
  - 1937–1948 Wolseley 12/48 (la versión de posguerra fue la Serie III)
  - 1946–1948 Wolseley Eight similar al Morris Eight Series E
  - 1947–1955 Nuffield Oxford Taxi (diseño comercial de Morris)
  - 1948–1953 Wolseley 4/50 similar al Morris Oxford MO
  - 1952–1956 Wolseley 4/44
  - 1956–1958 Wolseley 15/50 (MG Magnette ZB)
  - 1957–1965 Wolseley 1500 (similar al Riley One-Point-Five, basado en el Morris Minor)
  - 1958–1961 Wolseley 15/60 (Austin A55 (Mark 2) Cambridge)
  - 1961–1969 Wolseley Hornet (similar al Mini)
  - 1961–1971 Wolseley 16/60 (Austin A60 Cambridge)
  - 1965–1974 Austin MG 1300 Mark II / 1300 (Austin MG 1300 Mark II)
  - 1967–1971 Wolseley 18/85 (BMC ADO17)
  - 1968 - ???? Austin MG 1300 Mark II (variante sudafricana del Austin MG 1300 Mark II)[21]
- Seis cilindros
  - 1938–1948 Wolseley 14/60 (la versión de posguerra fue la Serie III)
  - 1938–1948 Wolseley 18/85 (la versión de posguerra fue la Serie III)
  - 1938–1948 Wolseley 25 (la versión de posguerra fue la Serie III)
  - 1948–1954 Wolseley 6/80 (Morris Six)
  - 1954–1959 Wolseley 6/90 (Riley Pathfinder / Riley Two-Point-Six)
  - 1959–1961 Wolseley 6/99 (Austin A99 Westminster)
  - 1961–1968 Wolseley 6/110 (Austin A110 Westminster)
  - 1962–1965 Wolseley 24/80 (versión para Australia del 15/60 y del 16/60, pero de seis cilindros; similar al Austin Freeway)
  - 1972–1975 Wolseley Six (Austin 1800)
  - De marzo a octubre de 1975 Wolseley saloon (18–22 series)
- También producido (fechas por confirmar):
  - Wolseley 4/60 (versión para los Países Bajos del 16/60)
  - Wolseley 300 (versión para Dinamarca del 6/99 y del 6/110)

## Motores aeronáuticos
Wolseley también produjo una serie de motores aeronáuticos, aunque no hubo grandes innovaciones en sus diseños.
- Wolseley 1908 30 hp 4-cyl.
- Wolseley 1909 50 hp V-8 air-cooled
- Wolseley 1909 54 hp V-8 water-cooled 3.74 "x 5.00"
- Wolseley 1911 Type B 80 hp V-8
- Wolseley 1911 Type C 60 hp V-8
- Wolseley 1912 160hp V-8
- Wolseley A.R.7 Aquarius I
- Wolseley A.R.9 Aries III
- Wolseley Viper
- Wolseley Viper
- Wolseley Viper
- Wolseley Leo
- Wolseley Libra
- Wolseley Scorpio

Wolseley Aero Engines Ltd. era una subsidiaria formada alrededor de 1931 para diseñar motores aeronáuticos. Cuando Wolseley Motors Limited fue transferida a Morris Motors Limited el 1 de julio de 1935, William Morris dejó separada esta parte de su negocio y se convirtió en propiedad de una empresa recién fundada, Wolseley Aero Engines Ltd, y la mantuvo como su propiedad personal. En 1942 el nombre de la compañía se había convertido en Nuffield Mechanizations Limited.
 
Estaban desarrollando un avanzado motor radial Wolseley de aproximadamente 250 caballos de potencia, pero el proyecto se canceló en septiembre de 1936, cuando William Morris obtuvo un acuerdo de precio fijo y decidió tratar solo con la Oficina de Guerra y con el Almirantazgo, y no con el Ministerio del Aire.

## Línea Temporal
| 1885                  | 1896                  | 1901                  | 1904                  | 1905                  | 1910                  | 1913                  | 1922                  | 1930                  | 1951                  | 1952                      | 1961                      | 1962                      | 1965                      | 1966                      | 1967                      | 1968                              | 1981                              | 1982               | 1985               | 1986             | 1987             | 1993             | 1999                            | 2000                            | 2005                                  | 2006                                  | 2010                                  | 2011                                  | Presente                              |
| --------------------- | --------------------- | --------------------- | --------------------- | --------------------- | --------------------- | --------------------- | --------------------- | --------------------- | --------------------- | ------------------------- | ------------------------- | ------------------------- | ------------------------- | ------------------------- | ------------------------- | --------------------------------- | --------------------------------- | ------------------ | ------------------ | ---------------- | ---------------- | ---------------- | ------------------------------- | ------------------------------- | ------------------------------------- | ------------------------------------- | ------------------------------------- | ------------------------------------- | ------------------------------------- |
| Triumph Motor Company | Triumph Motor Company | Triumph Motor Company | Triumph Motor Company | Triumph Motor Company | Triumph Motor Company | Triumph Motor Company | Triumph Motor Company | Triumph Motor Company | Triumph Motor Company | Triumph Motor Company     | Triumph Motor Company     | Leyland Motor Corporation | Leyland Motor Corporation | Leyland Motor Corporation | Leyland Motor Corporation | British Leyland Motor Corporation | British Leyland Motor Corporation | Austin Rover Group | Austin Rover Group | Rover Group plc  | Leyland DAF      | Leyland DAF      | LDV Group (Paccar)              | LDV Group (Paccar)              | Roewe - MG Motor - Maxus (SAIC Motor) | Roewe - MG Motor - Maxus (SAIC Motor) | Roewe - MG Motor - Maxus (SAIC Motor) | Roewe - MG Motor - Maxus (SAIC Motor) | Roewe - MG Motor - Maxus (SAIC Motor) |
|                       | Leyland Motor Ltd.    | Leyland Motor Ltd.    | Leyland Motor Ltd.    | Leyland Motor Ltd.    | Leyland Motor Ltd.    | Leyland Motor Ltd.    | Leyland Motor Ltd.    | Leyland Motor Ltd.    | Leyland Motor Ltd.    | Leyland Motor Ltd.        | Leyland Motor Ltd.        | Leyland Motor Corporation | Leyland Motor Corporation | Leyland Motor Corporation | Leyland Motor Corporation | British Leyland Motor Corporation | British Leyland Motor Corporation | Austin Rover Group | Austin Rover Group | Rover Group plc  | Rover Group plc  | Rover Group plc  | MG Rover Group                  | MG Rover Group                  | Roewe - MG Motor - Maxus (SAIC Motor) | Roewe - MG Motor - Maxus (SAIC Motor) | Roewe - MG Motor - Maxus (SAIC Motor) | Roewe - MG Motor - Maxus (SAIC Motor) | Roewe - MG Motor - Maxus (SAIC Motor) |
|                       |                       | Rover Company         |                       |                       |                       |                       |                       |                       |                       |                           |                           | Leyland Motor Corporation | Leyland Motor Corporation | Leyland Motor Corporation | Leyland Motor Corporation | British Leyland Motor Corporation | British Leyland Motor Corporation | Austin Rover Group | Austin Rover Group | Rover Group plc  | Rover Group plc  | Rover Group plc  | MG Rover Group                  | MG Rover Group                  | Roewe - MG Motor - Maxus (SAIC Motor) | Roewe - MG Motor - Maxus (SAIC Motor) | Roewe - MG Motor - Maxus (SAIC Motor) | Roewe - MG Motor - Maxus (SAIC Motor) | Roewe - MG Motor - Maxus (SAIC Motor) |
|                       | Riley Motors          | Riley Motors          | Riley Motors          | Riley Motors          | Riley Motors          | Riley Motors          | Riley Motors          | Riley Motors          | Riley Motors          | British Motor Corporation | British Motor Corporation | British Motor Corporation | British Motor Corporation | British Motor Holdings    | British Motor Holdings    | British Leyland Motor Corporation | British Leyland Motor Corporation | Austin Rover Group | Austin Rover Group | Rover Group plc  | Rover Group plc  | Rover Group plc  | MG Rover Group                  | MG Rover Group                  | Roewe - MG Motor - Maxus (SAIC Motor) | Roewe - MG Motor - Maxus (SAIC Motor) | Roewe - MG Motor - Maxus (SAIC Motor) | Roewe - MG Motor - Maxus (SAIC Motor) | Roewe - MG Motor - Maxus (SAIC Motor) |
|                       |                       | Wolseley Motors       |                       |                       |                       |                       |                       |                       |                       | British Motor Corporation | British Motor Corporation | British Motor Corporation | British Motor Corporation | British Motor Holdings    | British Motor Holdings    | British Leyland Motor Corporation | British Leyland Motor Corporation | Austin Rover Group | Austin Rover Group | Rover Group plc  | Rover Group plc  | Rover Group plc  | MG Rover Group                  | MG Rover Group                  | Roewe - MG Motor - Maxus (SAIC Motor) | Roewe - MG Motor - Maxus (SAIC Motor) | Roewe - MG Motor - Maxus (SAIC Motor) | Roewe - MG Motor - Maxus (SAIC Motor) | Roewe - MG Motor - Maxus (SAIC Motor) |
|                       |                       |                       | Austin Motor Company  |                       |                       |                       |                       |                       |                       | British Motor Corporation | British Motor Corporation | British Motor Corporation | British Motor Corporation | British Motor Holdings    | British Motor Holdings    | British Leyland Motor Corporation | British Leyland Motor Corporation | Austin Rover Group | Austin Rover Group | Rover Group plc  | Rover Group plc  | Rover Group plc  | MG Rover Group                  | MG Rover Group                  | Roewe - MG Motor - Maxus (SAIC Motor) | Roewe - MG Motor - Maxus (SAIC Motor) | Roewe - MG Motor - Maxus (SAIC Motor) | Roewe - MG Motor - Maxus (SAIC Motor) | Roewe - MG Motor - Maxus (SAIC Motor) |
|                       |                       |                       |                       | Morris Motors         | Morris Motors         | Morris Motors         | Morris Motors         | Morris Motors         | Morris Motors         | British Motor Corporation | British Motor Corporation | British Motor Corporation | British Motor Corporation | British Motor Holdings    | British Motor Holdings    | British Leyland Motor Corporation | British Leyland Motor Corporation | Austin Rover Group | Austin Rover Group | Rover Group plc  | Rover Group plc  | Rover Group plc  | MINI (BMW)                      | MINI (BMW)                      | MINI (BMW)                            | MINI (BMW)                            | MINI (BMW)                            | MINI (BMW)                            | MINI (BMW)                            |
|                       |                       |                       |                       |                       |                       |                       |                       | MG Cars               | MG Cars               | British Motor Corporation | British Motor Corporation | British Motor Corporation | British Motor Corporation | British Motor Holdings    | British Motor Holdings    | British Leyland Motor Corporation | British Leyland Motor Corporation | Austin Rover Group | Austin Rover Group | Rover Group plc  | Rover Group plc  | Rover Group plc  | Premier Automotive Group (Ford) | Premier Automotive Group (Ford) | Premier Automotive Group (Ford)       | Premier Automotive Group (Ford)       | Jaguar Land Rover (Tata Motors)       | Jaguar Land Rover (Tata Motors)       | Jaguar Land Rover (Tata Motors)       |
|                       |                       |                       |                       |                       | Jaguar Cars Ltd.      | Jaguar Cars Ltd.      | Jaguar Cars Ltd.      | Jaguar Cars Ltd.      | Jaguar Cars Ltd.      | Jaguar Cars Ltd.          | Jaguar Cars Ltd.          | Jaguar Cars Ltd.          | Jaguar Cars Ltd.          | British Motor Holdings    | British Motor Holdings    | British Leyland Motor Corporation | British Leyland Motor Corporation | Jaguar Cars Ltd.   | Jaguar Cars Ltd.   | Jaguar Cars Ltd. | Jaguar Cars Ltd. | Jaguar Cars Ltd. | Premier Automotive Group (Ford) | Premier Automotive Group (Ford) | Premier Automotive Group (Ford)       | Premier Automotive Group (Ford)       | Jaguar Land Rover (Tata Motors)       | Jaguar Land Rover (Tata Motors)       | Jaguar Land Rover (Tata Motors)       |
|                       |                       |                       |                       |                       | Aston Martin          | Aston Martin          | Aston Martin          | Aston Martin          | Aston Martin          | Aston Martin              | Aston Martin              | Aston Martin              | Aston Martin              | Aston Martin              | Aston Martin              | Aston Martin                      | Aston Martin                      | Aston Martin       | Aston Martin       | Aston Martin     | Aston Martin     | Aston Martin     | Premier Automotive Group (Ford) | Premier Automotive Group (Ford) | Premier Automotive Group (Ford)       | Premier Automotive Group (Ford)       | Aston Martin plc                      | Aston Martin plc                      | Aston Martin plc                      |